# Liste der Baudenkmäler im Lehel
Auf dieser Seite sind die Baudenkmäler im Münchner Stadtteil Lehel im Stadtbezirk 1 Altstadt-Lehel aufgelistet. Zu diesen Baudenkmälern gibt es auch eine Bildersammlung und ein Fotoalbum mit ausgewählten Bildern.
Diese Liste ist Teil der Liste der Baudenkmäler in München. Grundlage ist die Bayerische Denkmalliste, die auf Basis des bayerischen Denkmalschutzgesetzes vom 1. Oktober 1973 erstmals erstellt wurde und seither durch das Bayerische Landesamt für Denkmalpflege geführt und aktualisiert wird. Die folgenden Angaben ersetzen nicht die rechtsverbindliche Auskunft der Denkmalschutzbehörde.

## Ensembles
- Platzfolge Lehel: Thierschplatz – Forum Maximilianstraße – Mariannenplatz. Die Thierschstraße mit dem Thierschplatz im Norden und dem Mariannenplatz im Süden sowie dem Forum der Maximilianstraße in der Mitte, auf dessen Ost-West-Achse sie in Höhe des Maxmonuments rechtwinklig bezogen ist, ist als besondere städtebauliche Leistung des späteren 19. Jahrhunderts ein Ensemble. Mit der Platzfolge von Thierschplatz, Forum und Mariannenplatz lässt sich das im Lehel seit der Mitte des 19. Jahrhunderts wirksame städtebauliche Erschließungssystem in charakteristischer Weise fassen. Entwicklungsgeschichtlich ist für den ehemaligen Vorstadtbereich, der ursprünglich nur durch die Bachläufe der Münchner Stadtbäche und Kanäle der Isar und ein unregelmäßiges Wegenetz strukturiert war, als erste städtebauliche Planung die Führung der schnurgeraden Hildegard- und rechtwinklig dazu der Adelgundenstraße in den 40er Jahren des 19. Jahrhunderts fixierbar. Wie eine breite Bresche legt sich ab 1853 quer über den ganzen Lehelbereich der monumentale Zug der Maximilianstraße, das vorhandene Erschließungssystem konsequent überlagernd. Nach der baulichen Vollendung des Forums wird ab ca. 1875 der Verlauf der Thierschstraße festgelegt und damit eine neue Nord-Süd-Verbindung im Lehel hergestellt, wobei das Maxmonument den Schnittpunkt für das Achsensystem bildet. Der neue Straßenzug bleibt nicht nur Verkehrsverbindung, sondern erhält eine städtebauliche Bedeutung durch die beiden Platzbildungen, die gleichzeitig mit der einheitlichen Überbauung der Thierschstraße gegen Ende des 19. Jahrhunderts entstehen. Thierschplatz und Mariannenplatz sind einmal auf das Maxmonument bezogen, zusätzlich besteht ein optisches Bezugssystem zwischen den Plätzen selbst. Der Thierschplatz ist bereits in Grundrissplänen des frühen 19. Jahrhunderts als dreieckige Grundform vorgegeben. Er verbindet im Norden den älteren Straßenraum der Triftstraße mit dem jüngeren der Tattenbachstraße und mündet im Süden in die neu angelegte Thierschstraße. Der unregelmäßig dreieckige Platz, dessen Mitte ein von Bäumen umstandener Brunnen einnimmt, weist eine homogene und geschlossene Randbebauung mit Mietshäusern auf, die zwischen 1885 und 1900 im Stil der Neurenaissance errichtet wurden. Mit den spitzwinklig zueinander stehenden Baufluchten, den einheitlichen Traufhöhen und den betont horizontal gegliederten, flachplastischen Fassaden erhält der Platz einen stark räumlichen Charakter. In der Blickachse öffnet er sich nach Süden, wo sich mit dem Verlauf der Thierschstraße der Blickbezug zum Maxmonument und weiter auf Chor und Kuppel der St.-Lukas-Kirche am Mariannenplatz herstellt. (E-1-62-000-26)

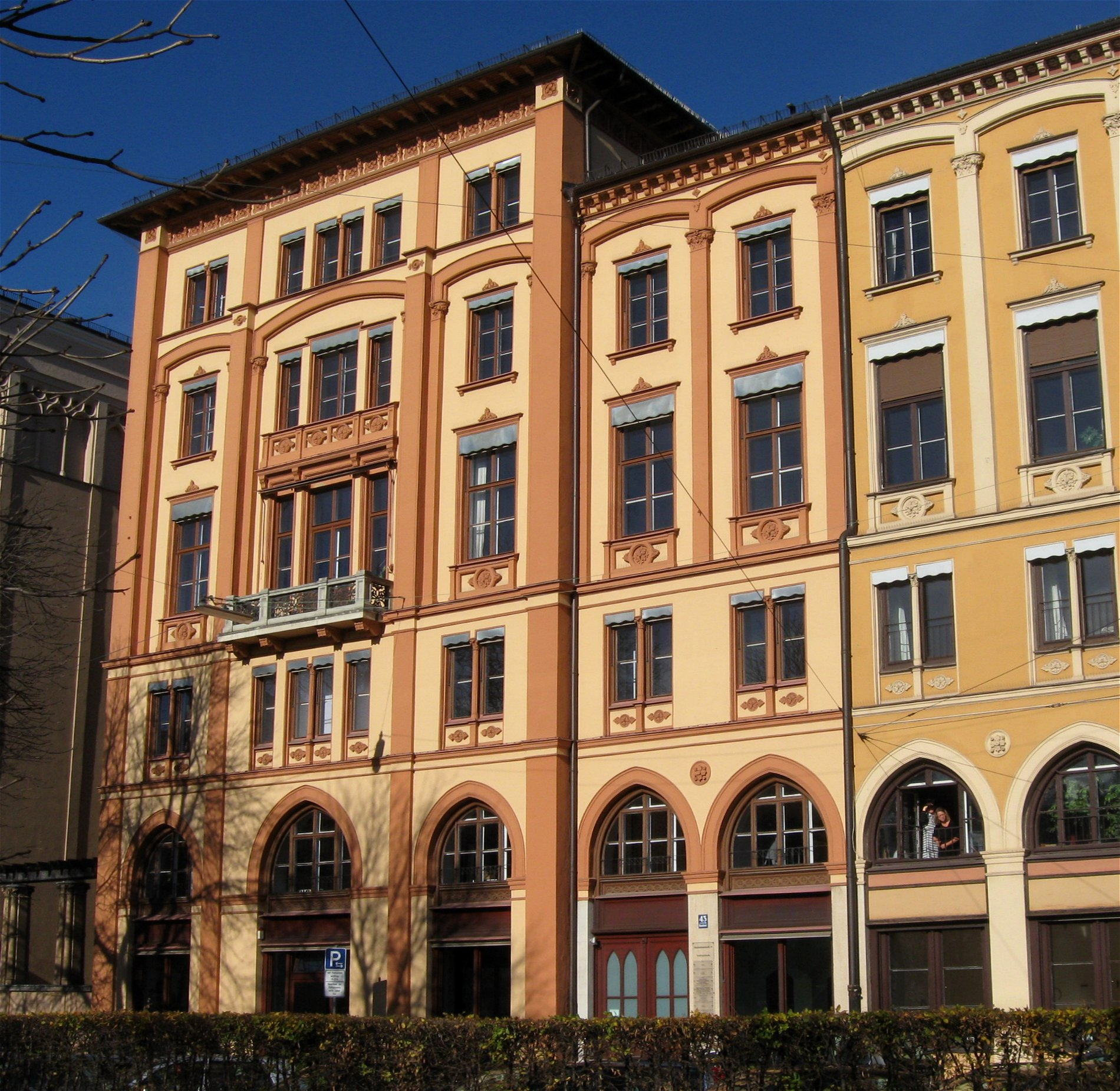
Maximilianstraße 43

- Maximilianstraße. Die auf Veranlassung von König Maximilian II. in einem – als Ergebnis theoretischer Überlegungen gefundenen – einheitlichen Stil zwischen 1853 und 1875 erbaute Monumentalstraße ist als eine in sich geschlossene städtebauliche Konzeption von besonderem Rang ein Ensemble. Die dritte der Münchener Monumentalstraßen (nach der Brienner Straße und Ludwigstraße) ist in ihrem Westteil als urbaner Geschäfts- und Wohnbereich ausgebildet, in ihrem Ostteil zum von öffentlichen Bauten begrenzten und gartenkünstlerisch ausgestalteten Forum verbreitert; den Abschluss jenseits des Monuments für Maximilian II. und der Brücke bildet das hochgelegene, kulissenhaft breit entfaltete Maximilianeum. Die Anlage des 1,5 Kilometer langen Straßenzugs erschloss das bis dahin städtebaulich ungeordnete Gebiet zwischen Altstadt und Isar. Das an den Bauten der Straße angewandte Ergebnis des – aufgrund eines Wettbewerbs gefundenen – „Maximilianstils“ war eine Synthese klassisch proportionierter Baukörper mit als national empfundenen, gotisierenden Formen und einzelnen technischen Elementen; kennzeichnendes Gliederungselement ist die „Strecklisenenordnung“, die durch ihre stete Wiederholung den flächigen Fassaden ihr graphisch-dezentes, unplastisches Relief verleiht. (E-1-62-000-33)

- Prinzregentenstraße links und rechts der Isar.; Die Prinzregentenstraße in ihrem Verlauf zwischen Prinz-Carl-Palais im Westen und Richard-Strauss-Straße/Leuchtenbergring im Osten ist ein Ensemble von besonderer städtebaulicher Bedeutung. Es ist anschauliches Beispiel einer großstädtischen Hauptstraße, in der eine Monumentalstraße vom Typus barocker Prospektstraßen mit den Prinzipien des malerischen Städtebaus und seinen wechselvollen Bild-Situationen verbunden ist, wobei auch in vorbildlicher Weise eine künstlerische Beziehung zwischen Stadt und Fluss gewonnen werden konnte. Die besondere städtebauliche Leistung erschließt sich in den wechselnden Bildern einer Art Straßen-Landschaft von beträchtlicher Längenausdehnung vor allem im Bewegungsablauf durch den gesamten Straßenzug links und rechts der Isar, wobei das Friedensdenkmal oberhalb der Luitpoldterrasse eine Gelenkfunktion einnimmt. (E-1-62-000-54)

- St.-Anna-Platz. Der St.-Anna-Platz mit der Pfarrkirche St. Anna, der gleichnamigen barocken Klosterkirche und der Platzrandbebauung bildet als Platzschöpfung des späten 19. Jahrhunderts ein gelungenes Ensemble. Die relativ kleine Platzanlage ist repräsentativ für den Versuch, innerhalb eines ehemals vorstädtischen und nur locker bebauten Bereichs einen neuen städtebaulichen Akzent zu setzen. Bis in die Mitte des 19. Jahrhunderts waren an älteren Strukturen lediglich der Straßenraum der St.-Anna-Straße und die Klosterkirche St. Anna vorgegeben. Der Klosterkirche, die im Auftrag der Hieronymiten 1727–1733 durch Johann Michael Fischer entstand, 1827 den Franziskanern übergeben worden war und zwischen 1807 und 1892 als Pfarrkirche diente, wurde 1852/53 durch August Voit eine neuromanische Zweiturmfassade vorgeblendet. Ein 1885 auf Münchner Architekten beschränkter Wettbewerb für eine neue Pfarrkirche im Lehel wurde zugunsten der Pläne Gabriel von Seidls entschieden. Weitgehend von Formen rheinischer Romanik inspiriert, entstand zwischen 1887 und 1892 die neue Pfarrkirche als aufwendiger, malerischer Sakralbau in neuromanischem Stil, der alten Pfarrkirche direkt gegenübergestellt. Die etwa zur gleichen Zeit erfolgte Platzrandbebauung ist im Nordosten, Osten und Südosten relativ eng an den neuen Kirchenbau herangezogen und hier dem niedrigeren Chorbereich entsprechend, auch optisch niedriger gehalten. Dem Portalbereich mit der hohen Einturmfassade im Westen ist dagegen mehr Platzraum zugeordnet und die Platzrandbebauung ist hier etwas höher gehalten. Von der auf sehr unregelmäßigem Grundriss erfolgten Randbebauung ist die im Neurenaissancestil gehaltene Häuserzeile auf der Südseite geschlossen erhalten. Der in der Platzmitte stehende Sakralbau ist durch die ihn umgebende Terrasse aus dem profanen Bereich deutlich abgesetzt. Wichtiger Bestandteil der malerischen Platzkonzeption ist der große Schalenbrunnen auf der Terrasse westlich der Kirche. (E-1-62-000-58)

- Widenmayerstraße. Kaistraße mit sehr vornehmer, aufwendiger Mietshausbebauung, 1893/94 begonnen an der Maximilianstraße in Formen des späten Historismus, fortgesetzt im barockisierenden und klassizisierenden Stil der Vorweltkriegszeit, von der Isar abgeschirmt und doch mit dem Grün des Gegenufers durch eine Allee verbunden. (E-1-62-000-66)

## Einzeldenkmäler

### A
| Lage                                   | Objekt               | Beschreibung | Akten-Nr.      | Bild                 |
| -------------------------------------- | -------------------- | --- | -------------- | -------------------- |
| Adelgundenstraße 3 (Standort)          | Eduard-Hartmann-Haus | (Doppelhaus mit Mannhardtstraße 10), repräsentativer Eckbau in deutscher Renaissance, bezeichnet 1901, von Heilmann und Littmann; südlicher Abschluss der Adelgundenstraße | D-1-62-000-44  | weitere Bilder       |
| Adelgundenstraße 5b (Standort)         | Mietshaus            | viergeschossiger neubarocker Eckbau, mit rundem Eckerker und Schweifgiebelbekrönung, errichtet von Carl del Bondio 1882/83, nach Kriegsschäden weitgehend erneuert | D-1-62-000-45  | weitere Bilder       |
| Adelgundenstraße 6 (Standort)          | Mietshaus            | viergeschossiger neubarocker Eckbau mit Mansarddach, Eckerker und Türmchen, erbaut von Alois Barbist 1892/93; vergleiche Mariannenstraße 2 | D-1-62-000-46  | weitere Bilder       |
| Adelgundenstraße 7 (Standort)          | Kleinhaus            | zweigeschossiger biedermeierlicher Bau mit Schopfwalm, 1. Hälfte 19. Jahrhundert, Sanierung 2001 | D-1-62-000-47  | weitere Bilder       |
| Adelgundenstraße 8/10/12/14 (Standort) | Mietshausgruppe      | Gruppe bestehend aus drei viergeschossigen, traufständigen Mansarddachbauten, ehemals durchgehend mit Putzgliederung in Neurenaissanceformen, von Josef Rasch, 1877/78, bei Nr. 12 vereinfachende Neugestaltung der Fassade vor 1934, bei Nr. 10 in jüngerer Zeit vereinfacht; jeweils mit Rückgebäuden, dreigeschossige verputzte Flachsatteldachbauten, zeitgleich vom selben Architekten, mit Um- und Einbauten bis ins frühe 20. Jahrhundert; ehemalige Waschhäuser, eingeschossige Bauten, wohl zeitgleich, bei Nr. 12 mit Dachaufbau von Charles Hennek, 1897 und Einbau eines Kraftwageneinstellraumes, 1925 | D-1-62-000-49  | Mietshausgruppe      |
| Adelgundenstraße 14 (Standort)         | Mietshaus            | viergeschossiger Neurenaissancebau mit Satteldach und Gittertür der Bauzeit, erbaut von Rasch 1877/78; Gruppe mit Nr. 12 ehemals unter der Nummer D-1-62-000-50 separat aufgeführt | D-1-62-000-49  | weitere Bilder       |
| Adelgundenstraße 15 (Standort)         | Mietshaus            | viergeschossiger Neurenaissancebau, erbaut von Michael Sager 1876/77, Dachstuhl 1946 neu errichtet; Gruppe mit Nr. 17 | D-1-62-000-51  | weitere Bilder       |
| Adelgundenstraße 17 (Standort)         | Mietshaus            | viergeschossiger Neurenaissancebau, erbaut von Michael Sager 1876/77; Gruppe mit Nr. 15 | D-1-62-000-52  | weitere Bilder       |
| Adelgundenstraße 19 (Standort)         | Mietshaus            | viergeschossiger Neurenaissancebau, errichtet von A. und Karl Hock 1877/78 | D-1-62-000-53  | weitere Bilder       |
| Adelgundenstraße 20 (Standort)         | Mietshaus            | viergeschossiger spätbiedermeierlicher Bau, von Michael Fischer 1867/68, Dachwerk nach Kriegsschaden neu errichtet | D-1-62-000-54  | Mietshaus            |
| Adelgundenstraße 23 (Standort)         | Mietshaus            | viergeschossiger spätklassizistischer Bau mit Kniestock, erbaut von Carl del Bondio 1869/70, Dachstuhl 1946 neu errichtet | D-1-62-000-55  | Mietshaus            |
| Adelgundenstraße 25 (Standort)         | Mietshaus            | viergeschossiger spätklassizistischer Bau mit Kniestock, erbaut von Carl del Bondio 1864, Fassade geglättet | D-1-62-000-57  | Mietshaus            |
| Alexandrastraße 4 (Standort)           | Landesvermessungsamt | im Westflügel repräsentatives neubarockes Haupttreppenhaus, 1900–1901 von Friedrich Adelung; sonst erneuert | D-1-62-000-170 | Landesvermessungsamt |
| Auf der Insel (Standort)               | Vater-Rhein-Brunnen  | 1897–1903 von Adolf von Hildebrand; ursprünglich in Straßburg, 1932 hier aufgestellt. Ringsum Parkanlage, zum Teil regelmäßig in Bezug zum Brunnen. | D-1-62-000-469 | weitere Bilder       |

### B
| Lage                      | Objekt    | Beschreibung | Akten-Nr.       | Bild           |
| ------------------------- | --------- | --- | --------------- | -------------- |
| Bruderstraße 1 (Standort) | Mietshaus | Neurenaissance, mit zwei kuppelgekrönten Erkern an der abgeschrägten Ecke, 1886 von Carl Vent; städtebaulicher Abschluss der Liebigstraße. | D-1-62-000-1004 | weitere Bilder |
| Bruderstraße 6 (Standort) | Mietshaus | Eckbau in klassischen Renaissanceformen, um 1878 von Max Steinmetz.                                                                        | D-1-62-000-1005 | Mietshaus      |

### C
| Lage                         | Objekt    | Beschreibung | Akten-Nr.       | Bild           |
| ---------------------------- | --------- | --- | --------------- | -------------- |
| Christophstraße 2 (Standort) | Mietshaus | im Kern klassizistisch, 1828 von Joseph Höchl                                                                                              | D-1-62-000-1057 | Mietshaus      |
| Christophstraße 4 (Standort) | Mietshaus | klassizistisch, 1827 von Joseph Höchl | D-1-62-000-1058 | Mietshaus      |
| Christophstraße 6 (Standort) | Mietshaus | viergeschossiger klassizistischer Bau mit schlichter Fassadengestaltung, um 1829, nach Kriegsschäden Instandsetzung durch Hein Grothe 1949 | D-1-62-000-1059 | Mietshaus      |
| Christophstraße 7 (Standort) | Mietshaus | klassizistisch, in der Art Klenzes, um 1829–1830 von Joseph Höchl                                                                          | D-1-62-000-1060 | weitere Bilder |
| Christophstraße 8 (Standort) | Mietshaus | im Kern klassizistisch, um 1829 | D-1-62-000-1061 | Mietshaus      |

### E
| Lage                             | Objekt                           | Beschreibung | Akten-Nr.                | Bild                             |
| -------------------------------- | -------------------------------- | --- | ------------------------ | -------------------------------- |
| Emil-Riedel-Straße 1 (Standort)  | Mietshaus                        | viergeschossiger Jugendstilbau mit Erker, von Emil Kaltenthaler und Ludwig Dinglreiter, bezeichnet 1907, nach Kriegsschaden teilerneuert | D-1-62-000-1527 Wikidata | weitere Bilder                   |
| Emil-Riedel-Straße 2 (Standort)  | Mietshaus                        | später Jugendstil, um 1908; Gruppe mit Nr. 4 | D-1-62-000-1528          | weitere Bilder                   |
| Emil-Riedel-Straße 4 (Standort)  | Mietshaus                        | später Jugendstil, um 1908; Gruppe mit Nr. 2 | D-1-62-000-1529          | Mietshaus                        |
| Emil-Riedel-Straße 6 (Standort)  | Mietshaus                        | später Jugendstil, Anfang 20. Jahrhundert; Gruppe mit Nr. 8 und Paradiesstraße 10 | D-1-62-000-1530          | weitere Bilder                   |
| Emil-Riedel-Straße 8 (Standort)  | Mietshaus                        | später Jugendstil, Anfang 20. Jahrhundert; Gruppe mit Nr. 6 und Paradiesstraße 10 | D-1-62-000-1531          | weitere Bilder                   |
| Emil-Riedel-Straße 9 (Standort)  | Mietshaus                        | viergeschossiger Eckbau mit Mansarddach und Schweifgiebel im Stil der Neurenaissance, von Leonhard Moll, 1900/02 | D-1-62-000-1532 Wikidata | weitere Bilder                   |
| Emil-Riedel-Straße 16 (Standort) | Mietshaus                        | viergeschossiger Walmdachbau mit Zwerchhaus, barockisierender Jugendstil, um 1900 | D-1-62-000-1533          | weitere Bilder                   |
| Emil-Riedel-Straße 17 (Standort) | Mietshaus                        | viergeschossiger neubarocker Walmdachbau mit Ziergiebel, von Josef Paul, 1895/96 | D-1-62-000-1534 Wikidata | weitere Bilder                   |
| Emil-Riedel-Straße 18 (Standort) | Mietshaus                        | Jugendstil, 1910–1911 von Heinrich Stengel und Paul Hofer. | D-1-62-000-1535          | weitere Bilder                   |
| Englischer Garten (Standort)     | Englischer Garten                | Ab 1789 in den Isarauen durch Benjamin Thompson Graf von Rumford und Friedrich Ludwig von Sckell angelegter Volksgarten (bis 1799 mit Militärgärten verbunden), 1792 eröffnet, ab 1799 von Reinhard Freiherr von Werneck weiterentwickelt (Anlage des Sees), 1799 um die Hirschau nach Norden erweitert, ab 1804 von Friedrich Ludwig von Sckell gartenkünstlerisch umgestaltet. Klassischer Landschaftsgarten, sich über fünf Kilometer in den Isarauen erstreckend, mit geschwungenen Wasserläufen und Wegen sowie weiten Sichtflächen zwischen dem Baumbestand; Nordteil (Hirschau) rein landschaftlich, Südteil (zwischen Prinzregentenstraße und Isarring) mit Parkbauten und Denkmälern; Brücken in großer Zahl über die Bachläufe, vielfach mit Eisen- oder Steingeländern vor allem des späten Historismus. | D-1-62-000-1545          | weitere Bilder                   |
| Englischer Garten (Standort)     | Rumford-Denkmal                  | mit Reliefbildnis, von Franz Jakob Schwanthaler, 1795/96; am Südostrand nahe der Lerchenfeldstraße | D-1-62-000-1545          | weitere Bilder                   |
| Englischer Garten (Standort)     | Steinerne Ruhebank               | (Exedra), auf dem Stufenunterbau des ehemaligen Apollotempels von 1790, von Leo von Klenze, 1838 | D-1-62-000-1545          | weitere Bilder                   |
| Englischer Garten (Standort)     | Chinesischer Turm                | Holzkonstruktion, ursprünglich nach Entwurf von Joseph Frey, 1789/90, 1944 abgebrannt, 1952 rekonstruiert | D-1-62-000-1545          | weitere Bilder                   |
| Englischer Garten (Standort)     | Burgfriedensäule                 | Nr. 12/13, von 1724; südwestlich des Monopteros | D-1-62-000-1545          | Burgfriedensäule                 |
| Englischer Garten (Standort)     | Karussell                        | neobiedermeierlicher Holzbau, nach Entwurf von Bildhauer Joseph Erlacher, 1913 | D-1-62-000-1545          | Karussell                        |
| Englischer Garten (Standort)     | Monopteros                       | ionischer Rundtempel auf künstlichem Hügel, von Leo von Klenze, 1832–1837 | D-1-62-000-1545          | weitere Bilder                   |
| Englischer Garten (Standort)     | Wasserfall                       | künstliche Anlage mit Felsblöcken, von Friedrich Ludwig von Sckell und Andreas von Gärtner, 1813–1815; an der Kreuzung des Schwabinger und des Eisbaches | D-1-62-000-1545          | weitere Bilder                   |
| Englischer Garten (Standort)     | Wasserfallbrücke                 | Brücke nördlich des Wasserfalls ehemals unter der Nummer D-1-62-000-1469 separat aufgeführt | D-1-62-000-1545          | Wasserfallbrücke                 |
| Englischer Garten 2 (Standort)   | Ökonomie- und Verwaltungsgebäude | niedriger Gebäudekomplex mit offenem und dahinter einem geschlossenen Hof, mit stark erneuerten Nebengebäuden, von Johann Baptist Lechner, 1790/93 | D-1-62-000-1545          | Ökonomie- und Verwaltungsgebäude |
| Englischer Garten 3 (Standort)   | Gaststätte Chinesischer Turm     | von den Gebrüdern Rank als Nachbildung des Vorgängerbaues von Johann Baptist Lechner (1789/90) 1912 errichtet | D-1-62-000-1545          | Gaststätte Chinesischer Turm     |
| Englischer Garten 5 (Standort)   | Rumford-Haus                     | ehemaliges Casino, jetzt Kinderfreizeitstätte, klassizistischer Bau mit Portiken an den Längsseiten, von Johann Baptist Lechner, 1790/91 | D-1-62-000-1545          | weitere Bilder                   |

### G
| Lage                           | Objekt                                         | Beschreibung | Akten-Nr.       | Bild                                           |
| ------------------------------ | ---------------------------------------------- | --- | --------------- | ---------------------------------------------- |
| Gewürzmühlstraße 8 (Standort)  | Nordflügel der Bayerischen Versicherungskammer | Neurenaissance, 1877–1879; zum Teil vereinfacht; siehe Steinstraße 3 und Thierschstraße 48.                                                                                           | D-1-62-000-2151 | Nordflügel der Bayerischen Versicherungskammer |
| Gewürzmühlstraße 10 (Standort) | Mietshaus                                      | Eckbau in barockisierendem Jugendstil, 1904–1905 von Georg Hagn. | D-1-62-000-2152 | weitere Bilder                                 |
| Gewürzmühlstraße 12 (Standort) | Mietshaus                                      | mit Jugendstil-Nachklängen, 1912 von Karl Fendt | D-1-62-000-2153 | Mietshaus                                      |
| Gewürzmühlstraße 17 (Standort) | Mietshaus                                      | Jugendstil, reich stuckierter Eckbau, 1904–1905 von Georg Hagn. | D-1-62-000-2154 | weitere Bilder                                 |
| Gewürzmühlstraße 19 (Standort) | Mietshaus                                      | Jugendstil, mit Stuckdekor, 1907 von Ernst Dressler. | D-1-62-000-2155 | Mietshaus                                      |
| Gewürzmühlstraße 21 (Standort) | Mietshaus                                      | fünfgeschossiger Jugendstilbau mit Stuckdekor, Zwerchgiebel und Flacherker, mit angeschlossenem Rückflügel, Rückgebäude und einem nach Osten offenen Innenhof, von Georg Hagn 1904/05 | D-1-62-000-2156 | weitere Bilder                                 |

### H
| Lage                           | Objekt           | Beschreibung                                          | Akten-Nr.       | Bild           |
| ------------------------------ | ---------------- | ----------------------------------------------------- | --------------- | -------------- |
| Himmelreichstraße 4 (Standort) | Stattliche Villa | neubarock, 1908 von Brüder Ludwig; an Straßengabelung | D-1-62-000-2655 | weitere Bilder |

### I
| Lage                      | Objekt         | Beschreibung | Akten-Nr.       | Bild           |
| ------------------------- | -------------- | --- | --------------- | -------------- |
| Isartorplatz (Standort)   | Fortunabrunnen | 1907 von Karl Killer; auf der nördlichen Platzerweiterung an der Einmündung der Kanalstraße.                                                                                  | D-1-62-000-2997 | weitere Bilder |
| Isartorplatz 4 (Standort) | Mietshaus      | neubarocker Giebelbau, 1896 von Carl Hocheder d. Ä.; Gruppe mit Nr. 5 | D-1-62-000-2995 | Mietshaus      |
| Isartorplatz 5 (Standort) | Mietshaus      | stattlicher Eckbau in deutscher Renaissance, bezeichnet 1896; Teil einer Gruppe mit Nr. 3 (erneuert) und Nr. 4, von August Thiersch, Carl Hocheder d. Ä. und Eugen Drollinger | D-1-62-000-2996 | Mietshaus      |

### K
| Lage                         | Objekt          | Beschreibung | Akten-Nr.       | Bild           |
| ---------------------------- | --------------- | --- | --------------- | -------------- |
| Kabelsteg (Standort)         | Fußgängerbrücke | sogenannter Kabelsteg, zweibogige Jugendstilbrücke mit Eisengeländer, von Adolf Schwiening und Aquilin Altmann, 1898; zwischen Praterinsel und Isar-Ostufer                                                                   | D-1-62-000-3153 | weitere Bilder |
| Kanalstraße 2 (Standort)     | Mietshaus       | Neubarocker Eckbau, reich gegliedert mit flachem Eckerker und Zwerchhaus, um 1900. 1895/1896 von Max Ostenrieder aufgestockt und umgebaut. Die Edith-Haberland-Wagner Stiftung ließ das Gebäude 2007 sanieren.                | D-1-62-000-3206 | Mietshaus      |
| Kanalstraße 6 (Standort)     | Mietshaus       | schlicht klassizistisch, mit profiliertem Traufgesims, 1828 von Matthias Küßwetter | D-1-62-000-3207 | weitere Bilder |
| Kanalstraße 8 (Standort)     | Mietshaus       | barockisierender Eckbau, mit zwei Erkern und Stuckdekor, um 1900 | D-1-62-000-3208 | weitere Bilder |
| Kanalstraße 11 (Standort)    | Mietshaus       | viergeschossiger Mansarddachbau mit flachem Mittelrisalit, errichtet in den Formen der Neurenaissance von Gottfried Hohenleitner 1887/88                                                                                      | D-1-62-000-3209 | weitere Bilder |
| Kanalstraße 14 (Standort)    | Mietshaus       | viergeschossiger Mansarddachbau mit Seiten und Eckrisaliten und reichem spätklassizistischen Stuckdekor, von Reinhold Hirschberg und Ehrengut 1860/61                                                                         | D-1-62-000-3210 | weitere Bilder |
| Kanalstraße 15 (Standort)    | Mietshaus       | nordwestlich und südöstlich sind dem breit gelagerten, dreigeschossigen Bau kurze Rückflügel angebaut, Fassadengestaltung mit horizontalen Putzbändern, errichtet in den Formen der Neurenaissance von Wilhelm Schmid 1898/99 | D-1-62-000-3211 | weitere Bilder |
| Karolinenstraße 4 (Standort) | Mietshaus       | Jugendstil, reich gegliedert, 1911–1912 von Otto Prollius; zur Baugruppe Widenmayerstraße 46–50 gehörig; vergleiche auch Ensemble Widenmayerstraße.                                                                           | D-1-62-000-3284 | weitere Bilder |
| Knöbelstraße 2 (Standort)    | Doppelhaus      | breite, durch Lisenen gegliederte Front, Mitte 19. Jahrhundert; 1881–1912 Wohnhaus des bayerischen Staatsmannes Franz Seraph von Pfistermeister (Gedenktafel)                                                                 | D-1-62-000-3506 | Doppelhaus     |
| Knöbelstraße 6a (Standort)   | Mietshaus       | viergeschossiger Putzbau mit schlichter spätklassizistischer Fassadengestaltung, von Max Kuppelmayr, 1860 | D-1-62-000-3507 | Mietshaus      |
| Knöbelstraße 8 (Standort)    | Hofdurchfahrt   | Mit Decken- und Wandgemälden, Jagdszenen, Ende 19. Jahrhundert; später unter deckender Tünche konserviert. | D-1-62-000-3508 | Hofdurchfahrt  |
| Knöbelstraße 8a (Standort)   | Mietshaus       | viergeschossiger Putzbau mit flachen Seitenrisaliten spätklassizistische Fassadengestaltung, von Johann Thomas, 1861 | D-1-62-000-3509 | Mietshaus      |
| Knöbelstraße 18 (Standort)   | Mietshaus       | dreigeschossiger Putzbau mit spätklassizistischem Fassadendekor, von Max Kuppelmayr und Johann Ehrengut, 1859/60 | D-1-62-000-3510 | Mietshaus      |
| Knöbelstraße 24 (Standort)   | Mietshaus       | schlicht biedermeierlich, 1845; Gruppe mit Nr. 26 | D-1-62-000-3511 | weitere Bilder |
| Knöbelstraße 26 (Standort)   | Mietshaus       | schlicht biedermeierlich, 1844 wohl von Baumeister Gottfried Fischer für Rosenkranzfabrikant Benno Jaut erbaut; Gruppe mit Nr. 24                                                                                             | D-1-62-000-3512 | weitere Bilder |
| Knöbelstraße 28 (Standort)   | Mietshaus       | viergeschossiger Eckbau mit Bodenerker und Flacherker vor abgeschrägter Ecke, Eingang in flachem Mittelrisalit, Stuckdekor in spätklassizistischen Formen, von Carl Del Bondio, 1864/65; Rückgebäude mit Zeichenbüros, 1867   | D-1-62-000-3513 | weitere Bilder |
| Knöbelstraße 32 (Standort)   | Mietshaus       | spätklassizistisch, 1873 von Max Steinmetz | D-1-62-000-3514 | weitere Bilder |
| Knöbelstraße 38 (Standort)   | Mietshaus       | spätklassizistisch, mit Eckerker, von Johann Ehrengut, um 1870; vergleiche auch Ensemble Platzfolge Lehel | D-1-62-000-3515 | weitere Bilder |

### L
| Lage                                                             | Objekt | Beschreibung | Akten-Nr.                 | Bild           |
| ---------------------------------------------------------------- | --- | --- | ------------------------- | -------------- |
| Ländstraße 1 (Standort)                                          | Mietshaus | Neurenaissance, reich gegliedert, 1894–1895 von Karl Stöhr. | D-1-62-000-3724           | Mietshaus      |
| Ländstraße 3 (Standort)                                          | Mietshaus | neubarock, reich gegliedert, 1893–1894 von Karl Stöhr | D-1-62-000-3725           | weitere Bilder |
| Ländstraße 5 (Standort)                                          | Mietshaus | deutsche Renaissance, 1886 von Emanuel von Seidl | D-1-62-000-3726           | Mietshaus      |
| Ländstraße 6 (Standort)                                          | Mietshaus | neubarock, 1891–1892 von Albin Lincke und Max Littmann | D-1-62-000-3727           | weitere Bilder |
| Lerchenfeldstraße 11 (Standort)                                  | Mietshaus | viergeschossiger Eckbau mit zwei turmbekrönten Eckerkern, seitlichen Kastenerkern und Zwerchhäusern, neubarock, von Anton Wörz, 1905–1908 | D-1-62-000-3869           | weitere Bilder |
| Lerchenfeldstraße 13 (Standort)                                  | Mietshaus | dreigeschossiger Putzbau mit Stuckgliederung in barockisierendem Jugendstil, von Anton Wörz, 1905–1907; bauliche Einheit mit Nr. 15 | D-1-62-000-3870           | Mietshaus      |
| Lerchenfeldstraße 15 (Standort)                                  | Mietshaus | dreigeschossiger Putzbau mit Stuckgliederung in barockisierendem Jugendstil, von Anton Wörz, 1905–1908; bauliche Einheit mit Nr. 13 | D-1-62-000-3871           | Mietshaus      |
| Lerchenfeldstraße 16 (Standort)                                  | Vorstadthaus | dreigeschossiger Mansarddachbau mit Fassadengliederung in Formen der Neurenaissance, um 1895 | D-1-62-000-3872           | Vorstadthaus   |
| Liebherrstraße 1 (Standort)                                      | Mietshaus | Eckbau mit Lisenengliederung, um 1900; zum Teil vereinfacht. | D-1-62-000-3889           | Mietshaus      |
| Liebherrstraße 2 (Standort)                                      | Mietshaus | Eckbau in deutscher Renaissance, mit Erkern, 1904 von Georg Hagn. | D-1-62-000-3890           | weitere Bilder |
| Liebherrstraße 3 (Standort)                                      | Mietshaus | mit Erker und Pilasterportal, um 1900 | D-1-62-000-3891           | Mietshaus      |
| Liebherrstraße 4 (Standort)                                      | Mietshaus | deutsche Renaissance, reich gegliedert mit zwei Risaliten, Balkonbändern und plastischem Dekor, 1905–1906 von Konrad Böhm nach modifiziertem Vorentwurf von Adolf Wentzel, ausgezeichnet mit dem Fassadenpreis der Landeshauptstadt München | D-1-62-000-3892           | weitere Bilder |
| Liebherrstraße 5 (Standort)                                      | Geschäftshaus | klassizisierend am Übergang zur Moderne, 1909/10 von Eugen Hönig und Karl Söldner; langgestreckte Front im Anschluss an Thierschstraße 11 | D-1-62-000-3893           | Geschäftshaus  |
| Liebherrstraße 8 (Standort)                                      | Mietshaus | deutsche Renaissance, malerische, kräftig gegliederte Front mit Erkern und reichem plastischem Dekor, um 1904 von August Spies und Adolf Wentzel | D-1-62-000-3894           | weitere Bilder |
| Liebherrstraße 10 (Standort)                                     | Mietshaus | Eckbau in deutscher Renaissance, mit plastischem Dekor, 1903 von Adolf Wentzel. | D-1-62-000-3895           | weitere Bilder |
| Liebherrstraße 13 (Standort)                                     | Kerschensteiner-Gewerbeschule | stattlicher Eckbau, weitgehend sachlich, mit einzelnen Neurenaissance-Schmuckelementen in Steinmetzarbeit (Portale, Breiterker u. a.), 1903–1904 von Hans Grässel | D-1-62-000-3896           | weitere Bilder |
| Liebherrstraße 20 (Standort)                                     | Mietshaus | deutsche Renaissance, reich gegliedert, mit zwei Erkertürmchen, bezeichnet 1903, von Heinrich Volbehr | D-1-62-000-3897           | weitere Bilder |
| Liebigstraße 1 (Standort)                                        | Mietshaus | mit Neurenaissanceerker an der Ecke, im Kern 19. Jahrhundert | D-1-62-000-3898           | Mietshaus      |
| Liebigstraße 4 (Standort)                                        | St.-Anna-Gymnasium | (Nordflügel), historisierend, mit plastischem Dekor im Portalbereich, 1911–1912 von Robert Rehlen, nach Westen erweitert 1929–1930 von Hermann Leitenstorfer; vergleiche St. Anna-Straße 20 | D-1-62-000-6073           | weitere Bilder |
| Liebigstraße 6 (Standort)                                        | Mietshaus | Neurenaissance-Erkerhaus, um 1900; Oberteil verändert. | D-1-62-000-3900           | Mietshaus      |
| Liebigstraße 7 (Standort)                                        | Mietshaus | italienische Renaissance, reich gegliedert, 1884 von Heinrich Neumann | D-1-62-000-3901           | Mietshaus      |
| Liebigstraße 8 (Standort)                                        | Mietshaus | fünfgeschossiger Putzbau mit Flacherker, Neurenaissance, von Adolf Rupp, 1891, Aufstockung und Fassadenredaktion, 1970 | D-1-62-000-3902           | Mietshaus      |
| Liebigstraße 9 (Standort)                                        | Mietshaus | viergeschossiger Putzbau, Fassadengestaltung in Formen der Neurenaissance, von Michael Stitzinger, 1877 | D-1-62-000-3903           | Mietshaus      |
| Liebigstraße 10b (Standort)                                      | Mietshaus | Einheit aus zwei achsensymmetrischen, fünfgeschossigen Baukörpern mit rückwärtigen, aneinandergrenzenden Flügeln, reiche Fassadengestaltung in Formen der Neurenaissance mit Rustika, Sichtziegelmauerwerk und Polygonalerkern über den Eingängen, von den Gebrüdern Adam und Hans Grässel, 1891; Rückgebäude, ein- bis zweigeschossiges Remisen- und Wohngebäude in rot-gelb gebändertem Sichtziegelmauerwerk, Ende 19. Jahrhundert. | D-1-62-000-3904           | Mietshaus      |
| Liebigstraße 10c (Standort)                                      | Mietshaus | siehe Nr. 10b | D-1-62-000-3904           | Mietshaus      |
| Liebigstraße 12 (Standort)                                       | Mietshaus | Neurenaissance, reiche Doppelerkerfassade, 1891 von Alphons Hering. | D-1-62-000-3906           | Mietshaus      |
| Liebigstraße 12a (Standort)                                      | Mietshaus | neubarock, reich gegliederter und stuckierter Eckbau mit Erkern, 1891–1892 von Adolf Ziebland und Josef Kollmus; vergleiche Tattenbachstraße 9 | D-1-62-000-3907           | Mietshaus      |
| Liebigstraße 13 (Standort)                                       | Mietshaus | viergeschossiger Putzbau mit flachen Seitenrisaliten, Neurenaissance, von Michael Stitzinger, 1874 | D-1-62-000-3908           | Mietshaus      |
| Liebigstraße 14 (Standort)                                       | Mietshaus | schlichter Eckbau in biedermeierlich-klassizistischer Tradition, 2. Hälfte 19. Jahrhundert | D-1-62-000-3909           | Mietshaus      |
| Liebigstraße 16 (Standort)                                       | Mietshaus | Neurenaissance, mit Eckerker, Ende 19. Jahrhundert. | D-1-62-000-3910           | Mietshaus      |
| Liebigstraße 19 (Standort)                                       | Mietshaus | Neurenaissance, mit reich dekoriertem Erker, 1882 von Gabriel von Seidl; Gruppe mit Nr. 21. | D-1-62-000-3912           | Mietshaus      |
| Liebigstraße 21 (Standort)                                       | Mietshaus | Neurenaissance, Eckbau mit reich dekoriertem Erker und umlaufenden Balkonen am runden Eckturm, bezeichnet 1882, von Gabriel von Seidl; Gruppe mit Nr. 19. | D-1-62-000-3912           | Mietshaus      |
| Liebigstraße 20/22 (Standort)                                    | Mietshaus | Neurenaissance, reich gegliedert, 1882–1883. | D-1-62-000-3913           | Mietshaus      |
| Liebigstraße 25; Oettingenstraße 1; Oettingenstraße 3 (Standort) | Ehemaliges Flurbereinigungsamt und Staatliches Vermessungsamt, jetzt Teil des Landesamtes für Digitalisierung, Breitband und Vermessung Bayern | Zweiflügeliges, fünfgeschossiges Ämtergebäude in rhythmisierter Rastergliederung, nach Entwurf des Landbauamtes München 1953 (Liebigstraße 25 und Oettingenstraße 1) und 1954/55 (Oettingenstraße 3); Skulptur einer Weltkugel zum Gedenken an Johann Georg von Soldner, von Rolf Nida-Rümelin, 1962 | D-1-62-000-7828           | weitere Bilder |
| Liebigstraße 26 (Standort)                                       | Mietshaus | in klassizistischer Tradition, mit Stuck, bezeichnet 1875 | D-1-62-000-3914           | Mietshaus      |
| Liebigstraße 35 (Standort)                                       | Mietshaus | Jugendstil, mit Stuck am Erker, 1893–1894, zum Teil vereinfacht; bildet mit dem Eckhaus Oettingenstraße 2 eine Baugruppe. | D-1-62-000-3915           | Mietshaus      |
| Liebigstraße 37 (Standort)                                       | Mietshaus | barockisierender Jugendstil, 1893–1894 von Martin Dülfer; Dekor beseitigt; Gruppe mit Nr. 39, 41 und Reitmorstraße 23 und 25 | D-1-62-000-3916           | weitere Bilder |
| Liebigstraße 39 (Standort)                                       | Mietshaus | barockisierender Jugendstil, reich dekoriert, 1893–1894 von Martin Dülfer; Gruppe mit Nr. 37, 41 und Reitmorstraße 23 und 25 | D-1-62-000-3916 zugehörig | Mietshaus      |
| Liebigstraße 41 (Standort)                                       | Mietshaus | barockisierender Jugendstil-Eckbau, reich dekoriert, 1893–1894 von Martin Dülfer; Gruppe mit Nr. 37, 39 und Reitmorstraße 23 und 25 | D-1-62-000-3916 zugehörig | Mietshaus      |
| Liebigstraße 43 (Standort)                                       | Mietshaus | stattlicher Eckbau, 1926 von Franz Deininger | D-1-62-000-3919           | Mietshaus      |
| Ludwigsbrücke (Standort)                                         | Ludwigsbrücke | über beide Isararme, 1934–1935 erneuerte Stahlbeton-Bogenbrücke, mit Naturstein verkleidet; an der Westseite drei (ehemals vier) steinerne Pylone mit Figuren, Feuerschalen und Gedenkinschrift-Tafeln, 1890–1892 vom Bildhauer Syrius Eberle | D-1-62-000-4080           | weitere Bilder |

### M
| Lage                                                        | Objekt                                                              | Beschreibung | Akten-Nr.       | Bild                         |
| ----------------------------------------------------------- | ------------------------------------------------------------------- | --- | --------------- | ---------------------------- |
| Mannhardtstraße 4 (Standort)                                | Mietshaus                                                           | fünfgeschossiger Putzbau mit flachem Erker in reduzierten Formen der deutschen Renaissance, von Michael Heitzer, Karl Stöhr (Pläne) und Ernst Günther (Fassade), 1903, aufgestockt, 1950 | D-1-62-000-4203 | Mietshaus                    |
| Mannhardtstraße 10 (Standort)                               | Doppelhaus                                                          | (mit Adelgundenstraße 3), deutsche Renaissance, 1901 von Heilmann und Littmann | D-1-62-000-4205 | Doppelhaus                   |
| Mariannenplatz 1 (Standort)                                 | Mietshaus                                                           | Neurenaissance, reich gegliedert, mit abgeschrägter Ecke, 1879–1880 von Hans Osswald und Philip Adam. | D-1-62-000-4241 | weitere Bilder               |
| Mariannenplatz 2 (Standort)                                 | Mietshaus                                                           | Neurenaissance, mit Erkern, 1878–1879 von Carl Del Bondio. | D-1-62-000-4242 | Mietshaus                    |
| Mariannenplatz 3 (Standort)                                 | Evang.-Luth. Pfarrkirche St. Lukas                                  | monumentaler Zentralbau mit Kuppel im romanisch-gotischen Übergangsstil, 1893–1896 von Albert Schmidt; mit Ausstattung | D-1-62-000-4243 | weitere Bilder               |
| Mariannenplatz 4 (Standort)                                 | Mietshaus                                                           | neubarock mit reichem plastischem Dekor, zum Teil in Haustein, 1893–1894 von Albin Lincke und Carl Vent; gestalterische Einheit mit dem Block Steinsdorfstraße 10. | D-1-62-000-4244 | weitere Bilder               |
| Mariannenstraße 1 (Standort)                                | Mietshaus                                                           | viergeschossiger Eckbau, schlichte Fassadengliederung in Formen der Neurenaissance, um 1870 | D-1-62-000-4245 | Mietshaus                    |
| Mariannenstraße 2 (Standort)                                | Mietshaus                                                           | neubarock, um 1890; gleichartig mit dem anschließenden Eckhaus Adelgundenstraße 6 | D-1-62-000-4246 | Mietshaus                    |
| Maximiliansbrücke (Standort)                                | Maximiliansbrücke                                                   | Bogenbrücke über beide Arme der Isar, am Ostende der Maximilianstraße vor dem Maximilianeum, zwei Steinbögen aus Muschelkalk mit steinernen Zierbrüstungen und Jugendstillaternen, 1903–1905 von Friedrich von Thiersch. Auf der Nordbrüstung Kolossalfigur der Pallas Athene, 1906 von Franz Drexler. Nischenbrunnen für Bürgermeister Alois von Erhardt, neubarock, 1893 von Karl Hocheder d. Ä. auf der Insel zwischen beiden Teilen der Maximiliansbrücke; Innere Maximiliansbrücke aus mit Naturstein verkleidetem Ziegelmauerwerk; vergleiche auch Ensemble Maximilianstraße. | D-1-62-000-4417 | weitere Bilder               |
| Maximilianstraße (Standort)                                 | Maxmonument                                                         | Denkmal für König Maximilian II., 1875 von Caspar Zumbusch; im Schnittpunkt der Maximilians- und der Thierschstraße. Bronzefigur auf hohem Pfeiler, von allegorischen Figuren umgeben. Das Rondell des Maxmonumentes begrenzen östlich samt dem anschließenden Straßenstück steinerne Gartenmauern mit Balustrade und vasenbekrönten Pfeilern, 1881 von Carl Leimbach (nördlich zu Thierschstraße 46, südlich zu Maximilianstraße 54 und 56 sowie dem Eckhaus Steinsdorfstraße 1 gehörig).                                                                                          | D-1-62-000-4464 | weitere Bilder               |
| Maximilianstraße (Standort)                                 | Denkmäler                                                           | Vier gleichartige Denkmäler auf dem Forum zwischen Regierung und dem ehemaligen Bayerischen Nationalmuseum (heute Museum Fünf Kontinente); nördlich der General Bernhard Erasmus Graf von Deroy (1856 von Johann Halbig) und Sir Benjamin Thompson Graf von Rumford (1866 von Caspar Zumbusch), südlich Friedrich Wilhelm von Schelling (1861 von Friedrich Brugger) und Joseph von Fraunhofer (1868 von Johann Halbig). | D-1-62-000-4463 | weitere Bilder               |
| Maximilianstraße 39 (Standort)                              | Regierung von Oberbayern                                            | Monumentalbau im Maximilianstil, 1856–1864 von Friedrich Bürklein, nach Kriegsschäden 1948–1953 durch das Landbauamt München mit veränderter Innengestaltung wiederaufgebaut; östlich anschließend eine Pergola aus Stein als Überleitung zu Nr. 43. (Geschütztes Kulturgut) | D-1-62-000-4452 | weitere Bilder               |
| Maximilianstraße 42 (Standort)                              | Ehemaliges Bayerisches Nationalmuseum, jetzt Museum Fünf Kontinente | Monumentalbau im Maximilianstil, 1858–1865 von Eduard Riedel; innen Vestibül, Treppe, Erdgeschossräume der Osthälfte und darüber im ersten Stock ein Teil des Wandgemäldezyklus original erhalten. | D-1-62-000-4453 | weitere Bilder               |
| Maximilianstraße 43 (Standort)                              | Erhöhter Eckbau                                                     | Maximilianstil, 1858–1859 von Friedrich Bürklein, bildet mit Nr. 45 und 47 einen symmetrischen Block. | D-1-62-000-4454 | Erhöhter Eckbau              |
| Maximilianstraße 44; vormals Adelgundenstraße 24 (Standort) | Mietshaus                                                           | in Ecklage, Maximilianstil, um 1859 von Friedrich Bürklein; vergleiche Maximilianstraße 46, 48, 50 und 52 | D-1-62-000-4455 | Mietshaus                    |
| Maximilianstraße 45 (Standort)                              | Mittelteil                                                          | eines symmetrischen Blocks mit Nr. 43 und 47, Maximilianstil, 1858–1859 von Friedrich Bürklein | D-1-62-000-4454 | Mittelteil                   |
| Maximilianstraße 46 (Standort)                              | Risalitartig erhöhter Teil                                          | eines Blocks im Maximilianstil mit Nr. 44, 48, 50 und 52, 1852 von Friedrich Bürklein | D-1-62-000-4455 | Risalitartig erhöhter Teil   |
| Maximilianstraße 47 (Standort)                              | Erhöhter Eckbau                                                     | Maximilianstil, 1858–1859 von Friedrich Bürklein; bildet mit Nr. 43 und 45 einen symmetrischen Block | D-1-62-000-4454 | weitere Bilder               |
| Maximilianstraße 48 (Standort)                              | Teil eines Blocks                                                   | im Maximilianstil mit Nr. 44, 46, 50 und 52, 1863 von Friedrich Bürklein | D-1-62-000-4455 | Teil eines Blocks            |
| Maximilianstraße 50 (Standort)                              | Teil eines Blocks                                                   | im Maximilianstil mit Nr. 44, 46, 48 und 52, 1863 von Friedrich Bürklein | D-1-62-000-4455 | Teil eines Blocks            |
| Maximilianstraße 52 (Standort)                              | Risalitartig erhöhter Eckbau                                        | Teil eines Blocks im Maximilianstil mit Nr. 44, 46, 48 und 50, 1863 von Friedrich Bürklein. | D-1-62-000-4455 | Risalitartig erhöhter Eckbau |
| Maximilianstraße 58; vormals Steinsdorfstraße 1 (Standort)  | Mietshaus                                                           | Neurenaissance-Eckbau, an beiden Fronten durch Balkone mit Baulstern reich gegliedert, 1880–1881 von Max Häusler; nördlich Garten mit Balustermauer und Gittertor. | D-1-62-000-4462 | weitere Bilder               |

### O
| Lage                                | Objekt             | Beschreibung | Akten-Nr.       | Bild               |
| ----------------------------------- | ------------------ | --- | --------------- | ------------------ |
| Obermaierstraße 1 (Standort)        | Mietshaus          | neubarock, mit großer Stuckkartusche am Erker, um 1890/1900                                                                          | D-1-62-000-4909 | weitere Bilder     |
| Obermaierstraße 2 (Standort)        | Mietshaus          | Neurenaissance, reich gegliedert, 1879 von Franz Kil.                                                                                | D-1-62-000-4910 | Mietshaus          |
| Oettingenstraße 2 (Standort)        | Mietshaus          | stattlicher Eckbau im barockisierenden Jugendstil, 1893–1894, zum Teil vereinfacht; bildet eine Gruppe mit Liebigstraße 35           | D-1-62-000-4941 | weitere Bilder     |
| Oettingenstraße 4 (Standort)        | Mietshaus          | neubarockes Doppelerkerhaus, reich stuckiert, 1897 von Rosa Barbist                                                                  | D-1-62-000-4942 | Mietshaus          |
| Oettingenstraße 10/12/14 (Standort) | Wohnblock          | neuklassizistisch, 1925; mit Reitmorstraße 35/37                                                                                     | D-1-62-000-4944 | Wohnblock          |
| Oettingenstraße 23/25 (Standort)    | Wohnblock          | neubarock, 1895–1897 von Ernst Schnetzler                                                                                            | D-1-62-000-4946 | Wohnblock          |
| Oettingenstraße 27 (Standort)       | Mietshaus          | viergeschossiger Eckbau mit Kastenerker und Zwerchhaus, neubarock, von Ernst Schnetzler, 1894–1896, bauliche Einheit mit Nr. 29      | D-1-62-000-4947 | Mietshaus          |
| Oettingenstraße 28 (Standort)       | Mietshaus          | neubarock, um 1900; Baugruppe mit Nr. 30                                                                                             | D-1-62-000-4948 | Mietshaus          |
| Oettingenstraße 29 (Standort)       | Mietshaus          | viergeschossiger Mansarddachbau mit Kastenerker und neubarocker Fassadengestaltung, Pläne von 1894–1896                              | D-1-62-000-4949 | Mietshaus          |
| Oettingenstraße 30 (Standort)       | Mietshaus          | neubarock, um 1900; Gruppe mit Nr. 28                                                                                                | D-1-62-000-4950 | Mietshaus          |
| Oettingenstraße 31 (Standort)       | Wohnblock          | mit Nr. 33, mit gemeinsamem Dreiecksgiebel in der Mitte, neubarock, um 1900                                                          | D-1-62-000-4951 | Wohnblock          |
| Oettingenstraße 33 (Standort)       | Wohnblock          | mit Nr. 31, mit gemeinsamem Dreiecksgiebel in der Mitte, neubarock, um 1900                                                          | D-1-62-000-4951 | Wohnblock          |
| Oettingenstraße 34 (Standort)       | Mietshaus          | reich stuckiert in einer Mischung aus deutscher Renaissance und Jugendstil, 1897/98 von Paul Liebergesell                            | D-1-62-000-4953 | Mietshaus          |
| Oettingenstraße 35 (Standort)       | Mietshaus          | viergeschossiger freistehender Putzbau mit Seitenrisalit und gewölbten Erkern, neuklassizistisch, von den Gebrüdern Ludwig, um 1910  | D-1-62-000-4954 | Mietshaus          |
| Oettingenstraße 36 (Standort)       | Mietshaus          | stattlicher Neubarockbau, reich gegliedert und stuckiert, 1894–1895; an Straßengabelung                                              | D-1-62-000-4955 | weitere Bilder     |
| Oettingenstraße 39 (Standort)       | Hölzernes Landhaus | neuklassizistisch, Anfang 20. Jahrhundert; mit gleichartigem Nebengebäude (Torbau) an der Straße                                     | D-1-62-000-4956 | Hölzernes Landhaus |
| Oettingenstraße 46 (Standort)       | Mietshaus          | viergeschossiger Putzbau mit erhöhtem Eckrisalit, Fassadengestaltung in barockisierenden Jugendstilformen, von Anton Wörz, 1905–1908 | D-1-62-000-4957 | Mietshaus          |
| Oettingenstraße 48 (Standort)       | Mietshaus          | barockisierender Jugendstil, um 1900, zum Teil vereinfacht                                                                           | D-1-62-000-4958 | Mietshaus          |

### P
| Lage                              | Objekt                                     | Beschreibung | Akten-Nr.       | Bild                             |
| --------------------------------- | ------------------------------------------ | --- | --------------- | -------------------------------- |
| Paradiesstraße 9 (Standort)       | Mietshaus                                  | viergeschossiger Putzbau mit mittigem Kastenerker und Zwerchhaus, in schlichten Formen der Neurenaissance, von Nic. Raimer, 1900–1902, erdgeschossiger Ladeneinbau 1908 | D-1-62-000-5103 | Mietshaus                        |
| Paradiesstraße 10 (Standort)      | Mietshaus                                  | Eckbau im späten Jugendstil; Anfang 20. Jahrhundert; Gruppe mit Emil-Riedel-Straße 6 und 8. | D-1-62-000-5104 | weitere Bilder                   |
| Pfarrstraße 2 (Standort)          | Mietshaus                                  | klassizistisch, 1827 von Xaver Widmann | D-1-62-000-5294 | Mietshaus                        |
| Pfarrstraße 3 (Standort)          | Landesinstitut für Arbeitsschutz           | Altbau (Südflügel) neubarock, 1905–1906 von Adolf Schulze. | D-1-62-000-5295 | Landesinstitut für Arbeitsschutz |
| Pfarrstraße 7 (Standort)          | Mietshaus                                  | Neurenaissance-Eckbau, 1877 von Johann Nepomuk Bürkel. | D-1-62-000-5297 | Mietshaus                        |
| Pfarrstraße 10 (Standort)         | Mietshaus                                  | viergeschossiger Putzbau mit Fassadengliederung in Formen der Neurenaissance, von K. Hock, 1879–1881 | D-1-62-000-5298 | Mietshaus                        |
| Pfarrstraße 12 (Standort)         | Mietshaus                                  | viergeschossiger Putzbau mit Fassadengestaltung in Formen der Neurenaissance, von Heinrich Thommen, 1880/81 | D-1-62-000-5299 | Mietshaus                        |
| Pilotystraße 8 (Standort)         | Mietshaus                                  | viergeschossiger Traufseitbau mit Rundbogenfenstern und Putzquaderung im Erdgeschoss, 1840er Jahre, Fassade in den Obergeschossen später vereinfacht | D-1-62-000-9208 | weitere Bilder                   |
| Praterinsel 3/4 (Standort)        | Ehemalige Likörfabrik Anton Riemerschmid   | Vierseitige Werksanlage, Nordflügel ältester Teil, im Kern Rest des biedermeierlichen Praters, vor 1835; im Zuge der Erweiterung zur vierseitigen Anlage 1867–1870 durch Reinhard Hirschberg nach Osten verlängert, 1922 durch Richard Riemerschmid aufgestockt, mit dem neuen Westflügel verbunden und im Inneren neu gestaltet; Gedenktafel für Anton Gruber, den Gründer des Praters (1810–1866); Westflügel, als Hauptbau (Fabrikations- und Arbeiterwohngebäude) in spätklassizistischen Formen; mit bemerkenswerten Innenräumen u. a. dreischiffigen Hallen in Keller und Erdgeschoss, Konferenzsaal von Richard Riemerschmid; Südflügel (ehemalige Essigfabrik) mit Pfeilerhallen; Ostflügel (ehemaliges Fabrik- und Lagergebäude). | D-1-62-000-5489 | weitere Bilder                   |
| Praterinsel 5 (Standort)          | Deutscher Alpenverein                      | schlicht historisierender Baukörper, ursprünglich neubarock, 1887–1888 von Friedrich Löwel, später verändert | D-1-62-000-5490 | Deutscher Alpenverein            |
| Praterwehrbrücke (Standort)       | Steinfigur des hl. Johannes von Nepomuk    | bezeichnet 1857; an der modernen Praterwehrbrücke | D-1-62-000-5491 | weitere Bilder                   |
| Prinzregentenstraße (Standort)    | Brücke über den Eisbach                    | einhüftige Brücke mit architektonisch-dekorativ gestalteter Kalksteinbrüstung in neubarocken Formen, mit seitlichen Obelisken, mit Postamenten mit Kugelaufsätzen und Dreiecksgiebeln, von Hans Grässel, bezeichnet 1890; östlich von Nr. 1 | D-1-62-000-5573 | weitere Bilder                   |
| Prinzregentenstraße 1 (Standort)  | Haus der Kunst                             | ehemals Haus der Deutschen Kunst, monumentaler, neuklassizistischer Ausstellungsbau, 1933–1937 von Paul Ludwig Troost; Freitreppe 1971 abgetragen | D-1-62-000-5572 | weitere Bilder                   |
| Prinzregentenstraße 3 (Standort)  | Bayerisches Nationalmuseum                 | Reich gegliederter, malerischer Gruppenbau des Münchner Späthistorismus, 1894–1900 von Gabriel von Seidl, 1903–1907 von demselben an der Nordseite erweitert; mit Innenräumen. Zugehörig künstlerisch ausgebildete Gartenmauern und -zäune an allen Seiten. Annexe: im Westen (alter) Studienbau, später Neue Sammlung (1925–2003), mit Wandbrunnen (1900 von Josef Rauch) an der Westseite. Im südwestlichen Vorgarten Narzißbrunnen mit Bronzefigur, 1896 von Hubert Netzer. Im Osten vorspringender Trakt samt vorgelegter Terrasse, 1937–1939 von German Bestelmeyer. Rückgebäude, Himbselstraße 2/2 a. | D-1-62-000-5574 | weitere Bilder                   |
| Prinzregentenstraße 3 (Standort)  | Reiterstandbild des Prinzregenten Luitpold | enthüllt 1913, von Adolf von Hildebrand; auf um 1937 neugestalteter Terrasse | D-1-62-000-5575 | weitere Bilder                   |
| Prinzregentenstraße 5 (Standort)  | Eckhaus                                    | neuklassizistisch, um 1937 von Eduard Müller | D-1-62-000-5576 | weitere Bilder                   |
| Prinzregentenstraße 7 (Standort)  | Gesandtschaftsgebäude                      | dreigeschossiger barockisierender Palaisbau mit rustiziertem Erdgeschoss, kolossaler Lisenengliederung, mittigem Balkon und ausgeprägter Attika, von Max Littmann, 1907–1909 für die Preußische Gesandtschaft in München errichtet, jetzt Kultureinrichtungen; Rückgebäude, ehemalige Remise, über L-förmigem Grundriss, bauzeitlich; mit Nr. 9 verbunden | D-1-62-000-5577 | weitere Bilder                   |
| Prinzregentenstraße 9 (Standort)  | Museumsgebäude                             | neuklassizistisch, 1907–1909 von Max Littmann für die Schack-Galerie errichtet; mit Nr. 7 verbunden | D-1-62-000-5578 | weitere Bilder                   |
| Prinzregentenstraße 24 (Standort) | Stattliches Eckhaus                        | Neubarock, mit reicher Gliederung, ehemals Mietshaus, heute zum Bayerischen Staatsministerium für Wirtschaft und Medien, Energie und Technologie zugehörig, viergeschossiges Eckhaus mit abgeschrägter Ecke und flachen seitlichen Risaliten 1897/98 von E. Müller und J. Kollmus (Entwurf von Gabriel von Seidl ?); Dachzone reduziert und durch Aufstockung nach 1945 verändert. | D-1-62-000-5580 | Stattliches Eckhaus              |
| Prinzregentenstraße 26 (Standort) | Neubarockbau                               | (Stuckdecken), 1898 von Emanuel von Seidl, später im Stil von Nr. 28 umgebaut | D-1-62-000-5581 | Neubarockbau                     |
| Prinzregentenstraße 28 (Standort) | Wirtschaftsministerium                     | ehemaliges Luftgaukommando, 1937/38 von German Bestelmeyer in monumentalisierendem Repräsentationsstil; Gartenmauer und Brunnentempel mit dem Pinienzapfenbrunnen, 1937/38 von Joseph Wackerle; Nr. 26 und 28 fanden lobende Erwähnung beim Fassadenpreis der Landeshauptstadt München 2004 | D-1-62-000-5582 | weitere Bilder                   |
| Prinzregentenstraße 50 (Standort) | Neubarockhaus                              | 1899 wohl von Gabriel von Seidl; 1908–1918 Wohnhaus Frank Wedekind (Gedenktafel) | D-1-62-000-5583 | weitere Bilder                   |

### R
| Lage                              | Objekt                              | Beschreibung | Akten-Nr.       | Bild                                |
| --------------------------------- | ----------------------------------- | --- | --------------- | ----------------------------------- |
| Reitmorstraße 1 (Standort)        | Mietshaus                           | in klassizistischer Tradition, reich gegliedert, erbaut 1890 | D-1-62-000-5715 | Mietshaus                           |
| Reitmorstraße 2 (Standort)        | Mietshaus                           | neubarocker Eckbau, um 1893–1894; bildet eine Einheit mit Widenmayerstraße 7 | D-1-62-000-5717 | Mietshaus                           |
| Reitmorstraße 2a (Standort)       | Rückgebäude von Widenmayerstraße 8  | neubarockes Erkerhaus, reich stuckiert, bezeichnet 1900, von Josef Wölker | D-1-62-000-5718 | weitere Bilder                      |
| Reitmorstraße 3 (Standort)        | Vorstadthaus                        | biedermeierlich, mit Gurtgesimsen und Mansarddach, um 1850/60; bildet eine Gruppe mit dem gleichartigen Haus Nr. 5 | D-1-62-000-5719 | weitere Bilder                      |
| Reitmorstraße 4 (Standort)        | Rückgebäude von Widenmayerstraße 8  | 1928 | D-1-62-000-5720 | Rückgebäude von Widenmayerstraße 8  |
| Reitmorstraße 5 (Standort)        | Vorstadthaus                        | biedermeierlich, mit Gurtgesimsen und Mansarddach, um 1850/60; bildet eine Gruppe mit dem gleichartigen Haus Nr. 3 | D-1-62-000-5721 | Vorstadthaus                        |
| Reitmorstraße 6 (Standort)        | Rückgebäude von Widenmayerstraße 10 | neubarock, um 1902; vereinfacht, lobende Erwähnung beim Fassadenpreis der Landeshauptstadt München 2005 | D-1-62-000-5722 | Rückgebäude von Widenmayerstraße 10 |
| Reitmorstraße 8 (Standort)        | Mietshaus                           | neubarock, zum Teil vereinfachtes Doppelerkerhaus, um 1900 | D-1-62-000-5723 | weitere Bilder                      |
| Reitmorstraße 9 (Standort)        | Mietshaus                           | viergeschossiger schlichter Mansarddachbau mit Lisenengliederung, von L. Oberlein und F. Wagus 1865/66 | D-1-62-000-5724 | Mietshaus                           |
| Reitmorstraße 21 (Standort)       | Mietshaus                           | stattlicher Eckbau in klassizistischer Tradition, mit Eckerker und Gliederung, um 1870, 1898 aufgestockt | D-1-62-000-5725 | Mietshaus                           |
| Reitmorstraße 23 (Standort)       | Mietshaus                           | barockisierender Jugendstil, reich gegliedert, mit Erker und Stuckdekor, 1893–1894 von Martin Dülfer; Gruppe mit Nr. 25 und Liebigstraße 37, 39 und 41 | D-1-62-000-5726 | Mietshaus                           |
| Reitmorstraße 25 (Standort)       | Mietshaus                           | barockisierender Jugendstil, mit Erker, 1893–1894 von Martin Dülfer; Gruppe mit Nr. 23 und Liebigstraße 37, 39 und 41 | D-1-62-000-5727 | Mietshaus                           |
| Reitmorstraße 27 (Standort)       | Mietshaus                           | neubarock, mit Erker, reich gegliedert, 1896–1897 von Georg Guinin; bildet mit Nr. 29 und der vereinfachten Nr. 31 eine Baugruppe | D-1-62-000-5728 | Mietshaus                           |
| Reitmorstraße 29 (Standort)       | Mietshaus                           | neubarock, reich gegliedert, mit breitem Balkongitter, um 1896–1897 von Georg Guinin; bildet mit Nr. 27 und der vereinfachten Nr. 31 eine Baugruppe | D-1-62-000-5729 | Mietshaus                           |
| Reitmorstraße 30 (Standort)       | Mietshaus                           | klassizistischer Jugendstil, mit Stuckdekor, 1910–1911 von Ludwig Grothe | D-1-62-000-5730 | Mietshaus                           |
| Reitmorstraße 35/37 (Standort)    | Wohnblock                           | neuklassizistisch, 1925; mit Oettingenstraße 10/12/14 | D-1-62-000-5731 | Wohnblock                           |
| Reitmorstraße 39 (Standort)       | Vincentinum                         | zweiflügeliger barockisierender Gruppenbau, 1901–1903 von Gabriel von Seidl; Nordflügel nach Kriegsschäden vereinfacht, Nordflügel-Westteil als Neubau wiederhergestellt; an der Nordostecke neubarocke kath. Kapelle St. Maria Immaculata mit Dachreiter; an der Ostfassade zwei prächtige Portale zur Durchfahrt; mit Ausstattung; im Hof Marienbrunnen, 1903 von Raimund Liebhaber; mit Oettingenstraße 16 | D-1-62-000-5732 | weitere Bilder                      |
| Reitmorstraße 51 (Standort)       | Mietshaus                           | Jugendstil-Erkerhaus, 1911 von Johann Alz | D-1-62-000-5733 | Mietshaus                           |
| Reitmorstraße 53 (Standort)       | Mietshaus                           | Jugendstil-Eckbau, mit Erker, Anfang 20. Jahrhundert | D-1-62-000-5734 | Mietshaus                           |
| Riedlstraße 2 (Standort)          | Eckhaus                             | viergeschossiges Eckhaus mit geschweiftem Giebel und flachen Erkern als akzentuierend eingesetzte historistischen Elemente, erbaut von Eduard Müller, 1903/04 | D-1-62-000-5839 | Eckhaus                             |
| Robert-Koch-Straße 3 (Standort)   | Mietshaus                           | viergeschossiges Doppelerkerhaus der Neurenaissance mit Satteldach, von Heinrich Thommen, 1892 | D-1-62-000-5851 | Mietshaus                           |
| Robert-Koch-Straße 5 (Standort)   | Mietshaus                           | dreigeschossiger Bau in spätklassizistischer Tradition mit Lisenengliederung, Zwerchgiebel und Treppenturm, von Karl Stiersdorfer, 1899 | D-1-62-000-5852 | Mietshaus                           |
| Robert-Koch-Straße 9 (Standort)   | Mietshaus                           | Neurenaissance, mit großer Flora-Statue in Ädikula, um 1870/80. | D-1-62-000-5853 | Mietshaus                           |
| Robert-Koch-Straße 11 (Standort)  | Mietshaus                           | zweigeschossiges, schlichtes, klassizistisches Doppelhaus mit Satteldach, um 1800 | D-1-62-000-5854 | Mietshaus                           |
| Robert-Koch-Straße 13 (Standort)  | Mietshaus                           | Neurenaissance-Eckbau, Ende 19. Jahrhundert | D-1-62-000-5855 | Mietshaus                           |
| Robert-Koch-Straße 20 (Standort)  | Mietshaus                           | barockisierender Jugendstil, 1905 von Georg Hagn | D-1-62-000-5856 | weitere Bilder                      |
| Robert-Koch-Straße 22 (Standort)  | Mietshaus                           | barockisierender Jugendstil, 1905 von Georg Hagn | D-1-62-000-5857 | weitere Bilder                      |
| Rosenbuschstraße 1/3/5 (Standort) | Mietshausgruppe mit Flacherkern     | 1923 von Eduard Herbert und Otho Orlando Kurz | D-1-62-000-5914 | Mietshausgruppe mit Flacherkern     |
| Rosenbuschstraße 2 (Standort)     | Mietshaus                           | Eckbau im barockisierenden Jugendstil, 1897 von Georg Müller. | D-1-62-000-5915 | weitere Bilder                      |

### S
| Lage                           | Objekt                         | Beschreibung | Akten-Nr.        | Bild                           |
| ------------------------------ | ------------------------------ | --- | ---------------- | ------------------------------ |
| Seitzstraße 4 (Standort)       | Mietshaus                      | viergeschossiger Neurenaissancebau mit Mansardwalmdach, reich gegliederter Stuckfassade und mächtigem Kranzgesims, um 1880 | D-1-62-000-6464  | Mietshaus                      |
| Seitzstraße 5 (Standort)       | Mietshaus                      | viergeschossiger klassizistischer Satteldachbau mit schlichter Fassade, um 1826, Fassade vereinfacht | D-1-62-000-6465  | Mietshaus                      |
| Seitzstraße 7 (Standort)       | Mietshaus                      | viergeschossiger Traufseitbau mit symmetrisch ausgerichteten Ladeneinbauten seitlich der mittigen Durchfahrt, von Wilhelm Glöckle, 1891/92, Fassade später vereinfacht; Rückgebäude, dreigeschossiger Satteldachbau mit Nebenflügel, 1872 über bestehendem erdgeschossigen Bau errichtet | D-1-62-000-6467  | Mietshaus                      |
| Seitzstraße 9 (Standort)       | Mietshaus                      | viergeschossiger klassizistischer Traufseitbau mit Satteldach, von Joseph Höchl, 1832; zeitgleich entstandene Baugruppe mit Christophstraße 2, 4, 6, 7, 8 sowie Seitzstraße 11 und 5 | D-1-62-000-11158 | Mietshaus                      |
| Seitzstraße 11 (Standort)      | Mietshaus                      | viergeschossiger klassizistischer Satteldachbau mit stuckierten Fensterrahmungen, um 1829 | D-1-62-000-6468  | Mietshaus                      |
| Seitzstraße 13 (Standort)      | Mietshaus                      | viergeschossiger klassizistischer Eckbau mit rustizierten Erdgeschossarkaden und stuckierten Fensterrahmungen, um 1830 | D-1-62-000-6469  | Mietshaus                      |
| St.-Anna-Platz (Standort)      | St.-Anna-Brunnen               | Schalenbrunnen, 1894 von Anton Pruska nach Entwurf von Gabriel von Seidl; an der Terrassenecke südwestlich der Kirche. | D-1-62-000-6061  | weitere Bilder                 |
| St.-Anna-Platz 1 (Standort)    | Mietshaus                      | Neurenaissance-Eckbau, 1879 von I. G. Mayer. | D-1-62-000-6054  | Mietshaus                      |
| St.-Anna-Platz 1a (Standort)   | Mietshaus                      | stuckierter Neurenaissancebau mit viergeschossigem Haupttrakt und einem am linken Ende vortretenden dreigeschossigen Annex, von Michael Reifenstuel, 1887/88 | D-1-62-000-6055  | Mietshaus                      |
| St.-Anna-Platz 2 (Standort)    | Mietshaus                      | neubarocke Doppelerkerfassade, reich dekoriert, 1887 von Ludwig Marckert und Gabriel von Seidl (Fassadenentwurf); 1889–1900 Wohnhaus Lion Feuchtwangers (Gedenktafel) | D-1-62-000-6056  | weitere Bilder                 |
| St.-Anna-Platz 3 (Standort)    | Mietshaus                      | dreigeschossiger Mansarddachbau mit Putzgliederung in Neurenaissanceformen und Blankziegelverkleidung in den Obergeschossen, von Christian Lorentzen, 1888 | D-1-62-000-6057  | weitere Bilder                 |
| St.-Anna-Platz 4 (Standort)    | Mietshaus                      | dreigeschossiger Mansarddachbau mit abknickender Eingangsachs, Putzgliederung in Neurenaissanceformen und Blankziegelverkleidung in den Obergeschossen, von P. Krenn, 1887/88 | D-1-62-000-6058  | weitere Bilder                 |
| St.-Anna-Platz 5 (Standort)    | Pfarrkirche St. Anna           | Katholische Pfarrkirche, neuromanische, dreischiffige Pfeilerbasilika mit Vierungsturm und hohem Mittelturm über dem Westquerhaus, von Gabriel von Seidl, 1887–1892; mit Ausstattung; umfriedete Terrasse. (Geschütztes Kulturgut) | D-1-62-000-6059  | weitere Bilder                 |
| St.-Anna-Platz 9 (Standort)    | Mietshaus                      | neubarock mit Zwerchhaus, bezeichnet 1891, wohl von Gabriel von Seidl; mit Vorgartenzaun | D-1-62-000-6060  | weitere Bilder                 |
| St.-Anna-Straße 2 (Standort)   | Mietshaus                      | dreigeschossiger schlichter Neurenaissancebau mit Mansarddach, geschweiftem Zwerchhaus und seitlichen Gauben, nach Plänen von Heinrich Witzel, 1897–1899 | D-1-62-000-6063  | Mietshaus                      |
| St.-Anna-Straße 4 (Standort)   | Mietshaus                      | schlichte Neurenaissance, Mitte 19. Jahrhundert, 1896 umgestaltet | D-1-62-000-6064  | Mietshaus                      |
| St.-Anna-Straße 6 (Standort)   | Mietshaus                      | dreigeschossiger schlichter Neurenaissancebau mit kräftigem Kranzgesims, um 1860 | D-1-62-000-6065  | Mietshaus                      |
| St.-Anna-Straße 8 (Standort)   | Mietshaus                      | dreigeschossiger schlichter Neurenaissancebau mit Mansarddach, profilierten Fensterrahmungen und kräftigem Kranzgesims, von Michael Geißler, 1892–1894 | D-1-62-000-6066  | Mietshaus                      |
| St.-Anna-Straße 10 (Standort)  | Mietshaus                      | viergeschossiger Neurenaissancebau mit aufwändiger Doppelerkerfassade in Scraffito-Technik, von Georg Müller und Josef Kollmus, 1900/01 | D-1-62-000-6067  | weitere Bilder                 |
| St.-Anna-Straße 13 (Standort)  | Mietshaus                      | fünfgeschossiger Neurenaissancebau mit stuckierter Doppelerkerfassade, nach Plänen von Heinrich Thommen, 1887 | D-1-62-000-6068  | Mietshaus                      |
| St.-Anna-Straße 14 (Standort)  | Mietshaus                      | dreigeschossiger schmaler Neurenaissancebau mit Blankziegelverkleidung in den Obergeschossen und turmartig erhöhtem Mittelerker, nach Plänen von Carl del Bondio, 1892 | D-1-62-000-6069  | weitere Bilder                 |
| St.-Anna-Straße 15 (Standort)  | Mietshaus                      | viergeschossiger breiter Neurenaissancebau mit stuckierter Doppelerkerfassade, um 1880/90 | D-1-62-000-6070  | Mietshaus                      |
| St.-Anna-Straße 18 (Standort)  | Mietshaus                      | fünfgeschossiger stuckierter Neurenaissance-Eckbau mit breit abgeschrägter Ecke, nach Plänen von J. G. Mayer, 1878–1880 | D-1-62-000-6071  | Mietshaus                      |
| St.-Anna-Straße 19 (Standort)  | Franziskanerkloster St. Anna   | Ehemaliges Hieronymitenkloster, dreigeschossiger dreiflügeliger Altbau südlich der Kirche, von Johann Michael Fischer, 1729–33; symmetrischer dreigeschossiger Flügel nördlich der Kirche, 1810 als Teil der Lehel-Kaserne erbaut (seit 1827 Klostergebäude), 1891 erweitert; Erweiterungsbauten westlich und nordwestlich, von Franz Deininger, 1909–1911; nach schweren Kriegsschäden weitgehend erneuert, 1993 Teilerneuerung; Reste der Klostermauer | D-1-62-000-6072  | Franziskanerkloster St. Anna   |
| St.-Anna-Straße 20 (Standort)  | St.-Anna-Gymnasium             | Südflügel, 1911–1912 von Robert Rehlen; vergleiche Liebigstraße 4 | D-1-62-000-6073  | weitere Bilder                 |
| St.-Anna-Straße 21 (Standort)  | Klosterkirche St. Anna         | Franziskaner-, ehemalige Hieronymiten-Klosterkirche, längsovaler Zentralbau, 1727–1733 von Johann Michael Fischer; die Fassade Rekonstruktion von 1965/66; mit Ausstattung; Kloster siehe Nr. 19. | D-1-62-000-6074  | weitere Bilder                 |
| St.-Anna-Straße 22 (Standort)  | St.-Anna-Grundschule           | differenziert gegliederter Baukörper mit leicht konvex gebogener Front an der Liebigstraße, Stahlbetonskelettbau, teilweise verputzt, mit Flachdächern, 1953–1955 von Helmut von Werz und Johann-Christoph Ottow; fünfgeschossiger Klassentrakt, im Westen (zur St.-Anna-Straße) durch niedrigeren, kubischen Kopfbau mit Arkaden abgeschlossen | D-1-62-000-7894  | weitere Bilder                 |
| Steinsdorfstraße 8 (Standort)  | Mietshaus                      | Neurenaissance-Eckbau, mit Erkern und Balkonen, 1879 von Maurermeister K. Hock, 1949 zum Teil vereinfachender Wiederaufbau; vergleiche auch Ensemble Platzfolge Lehel. | D-1-62-000-6625  | Mietshaus                      |
| Steinsdorfstraße 10 (Standort) | Mietshaus                      | repräsentativer, breitgelagerter Mietshausblock, neubarock, mit Erdgeschoss in Naturstein-Rustika, Eckerkern und reichem plastischem Dekor an den Risaliten, 1893–1894 von Albin Lincke und Carl Vent; hofseitig Wandbrunnen; mit Mariannenplatz 4; vergleiche auch Ensemble Platzfolge Lehel | D-1-62-000-6626  | weitere Bilder                 |
| Steinsdorfstraße 12 (Standort) | Mietshaus                      | neubarocker Eckbau mit Kuppelturm, Erker und prächtigem Balkongitter, 1891–1894 von Georg Meister; Teil einer symmetrischen, repräsentativen Baugruppe mit Nr. 13 und 14 | D-1-62-000-6627  | weitere Bilder                 |
| Steinsdorfstraße 13 (Standort) | Mietshaus                      | neubarock, mit zwei Erkern, 1891–1894 von Georg Meister; erhöhter Mittelteil einer symmetrischen, repräsentativen Baugruppe mit Nr. 12 und 14 | D-1-62-000-6628  | Mietshaus                      |
| Steinsdorfstraße 14 (Standort) | Mietshaus                      | neubarocker Eckbau mit Kuppelturm und Erker, 1891–1894 von Georg Meister; Teil einer symmetrischen, repräsentativen Baugruppe mit Nr. 12 und 13; bis 1886 stand hier die Flößerwirtschaft Zum Grünen Baum (Gedenktafel) | D-1-62-000-6629  | weitere Bilder                 |
| Sternstraße 3 (Standort)       | Bayerische Versicherungskammer | Altbau (Ostflügel), Neurenaissance-Risalitbau, 1877–1879; vergleiche Gewürzmühlstraße 8 (Nordflügel) und Thierschstraße 48 (Westflügel). | D-1-62-000-6673  | Bayerische Versicherungskammer |
| Sternstraße 11 (Standort)      | Mietshaus                      | fünfgeschossiger neubarocker Satteldachbau mit stuckierter Doppelerkerfassade, von Georg Guinin, 1898/99 | D-1-62-000-6674  | Mietshaus                      |
| Sternstraße 13 (Standort)      | Mietshaus                      | viergeschossiger Neurenaissancebau mit stuckierter Doppelerkerfassade, von Franz Koestler, 1895–1897, Fassade purifiziert | D-1-62-000-6675  | Mietshaus                      |
| Sternstraße 15 (Standort)      | Mietshaus                      | Neurenaissance, mit Erker, 1895–1896 von Franz Koestler; vergleiche Nr. 17 | D-1-62-000-6676  | Mietshaus                      |
| Sternstraße 16 (Standort)      | Mietshaus                      | viergeschossiger Neurenaissancebau mit Putzgliederung und Blankziegelverkleidung in den Obergeschossen, errichtet von Gebrüder Adam und Johann Grässel und Max Krauss, 1894/95 | D-1-62-000-6677  | Mietshaus                      |
| Sternstraße 17 (Standort)      | Mietshaus                      | Neurenaissance, mit Erker, 1895–1896 von Franz Koestler; vergleiche Nr. 15 | D-1-62-000-6678  | Mietshaus                      |
| Sternstraße 18 (Standort)      | Mietshaus                      | Eckbau im barockisierenden Jugendstil, bezeichnet 1906, von Alois Prestele. | D-1-62-000-6679  | weitere Bilder                 |
| Sternstraße 19 (Standort)      | Mietshaus                      | reich gegliederter Neubarockbau mit Erker, 1896 | D-1-62-000-6680  | Mietshaus                      |
| Sternstraße 20 (Standort)      | Mietshaus                      | in geometrisierend reduziertem Historismus, 1905 von Alois Prestele | D-1-62-000-6681  | Mietshaus                      |
| Sternstraße 21 (Standort)      | Mietshaus                      | neubarock, mit Stuckdekor, um 1900; Ladeneinrichtung der 50er Jahre | D-1-62-000-6682  | Mietshaus                      |
| Sternstraße 22 (Standort)      | Mietshaus                      | viergeschossiger Neurenaissancebau mit Kastenerker und geschweiftem Zwerchhausgiebel, von Alois Barbist, 1898–1900 | D-1-62-000-6683  | Mietshaus                      |
| Sternstraße 24 (Standort)      | Mietshaus                      | viergeschossiger schlichter Neurenaissancebau mit turmartig erhöhtem Mittelerker, von Emil Ludwig, 1897/98 | D-1-62-000-6684  | Mietshaus                      |
| Sternstraße 26 (Standort)      | Mietshaus                      | neubarocke Doppelerkerfassade, reich gegliedert und stuckiert, 1895–1896 von Georg Guinin | D-1-62-000-6685  | Mietshaus                      |

### T
| Lage                           | Objekt                                   | Beschreibung | Akten-Nr.       | Bild           |
| ------------------------------ | ---------------------------------------- | --- | --------------- | -------------- |
| Tattenbachstraße 1 (Standort)  | Mietshaus                                | viergeschossiger klassizistischer Mansarddachbau mit rustiziertem Erdgeschoss und profilierten Fensterrahmungen, 1. Hälfte 19. Jahrhundert | D-1-62-000-6758 | Mietshaus      |
| Tattenbachstraße 3 (Standort)  | Mietshaus                                | viergeschossiger stuckierter Neurenaissance-Eckbau mit akzentuierendem Eckerkerturm und Kastenerker, von Heinrich Thommen, 1891/92 | D-1-62-000-6760 | Mietshaus      |
| Tattenbachstraße 6 (Standort)  | Mietshaus                                | viergeschossiger reich gegliederter Neurenaissance-Eckbau mit turmartig erhöhtem polygonalen Eckerker über Ecksäule und Zwerchhäusern, von Heinrich Hilgert, 1900 | D-1-62-000-6761 | weitere Bilder |
| Tattenbachstraße 9 (Standort)  | Mietshaus                                | neubarock, um 1892; vergleiche Liebigstraße 12a | D-1-62-000-6762 | Mietshaus      |
| Tattenbachstraße 16 (Standort) | Mietshaus                                | viergeschossiger historistischer Bau mit mittigem Erker und Zwerchhaus mit geschweiftem Giebel, von Gebrüder Adam und Hans Grässel und Max Krauss, bezeichnet 1896–1898 | D-1-62-000-6763 | weitere Bilder |
| Tattenbachstraße 20 (Standort) | Mietshaus                                | viergeschossiger stuckierter Neurenaissancebau mit erhöhtem polygonalem Erker, von Georg Guinin, 1895/96 | D-1-62-000-6764 | Mietshaus      |
| Thierschplatz (Standort)       | Ceres-, Ernte- oder Schnitterinbrunnen   | kniende Ceresfigur auf Postament mit seitlichen Wasserhalbschalen und ebenerdigen Becken, von Erwin Kurz, 1905 | D-1-62-000-6883 | weitere Bilder |
| Thierschplatz 3 (Standort)     | Mietshaus                                | Neurenaissance-Eckbau, reich gegliedert, bezeichnet 1884, von Franz Rattenhuber. | D-1-62-000-6880 | weitere Bilder |
| Thierschplatz 4 (Standort)     | Mietshaus                                | fünfgeschossiger Neurenaissancebau mit Stuckfassade und Eingangsrisalit, von Hermann Schmitt, 1886 | D-1-62-000-6881 | Mietshaus      |
| Thierschplatz 5 (Standort)     | Mietshaus                                | fünfgeschossiger Neurenaissance-Eckbau mit gegliederter Stuckfassade und Zahnschnittkranzgesims, vor 1886 | D-1-62-000-6882 | Mietshaus      |
| Thierschstraße 1 (Standort)    | Mietshaus                                | deutsche Renaissance, reich gegliedert, Plan 1900 von Heilmann und Littmann, Ausführung 1902–1903 | D-1-62-000-6884 | Mietshaus      |
| Thierschstraße 3 (Standort)    | Mietshaus                                | deutsche Renaissance, mit zwei Steinerkern, Plan von Heilmann und Littmann, ausgeführt 1902–1903 | D-1-62-000-6885 | weitere Bilder |
| Thierschstraße 4 (Standort)    | Mietshaus                                | viergeschossiger Neurenaissancebau mit reich stuckierter Fassade und seitlichen Risaliten, 1881 | D-1-62-000-6886 | Mietshaus      |
| Thierschstraße 5 (Standort)    | Mietshaus                                | viergeschossiger Neurenaissancebau mit Lisenengliederung, rustiziertem unteren und ziegelverkleidetem oberen Fassadenteil, von Max Deißböck, 1881/82 | D-1-62-000-6887 | Mietshaus      |
| Thierschstraße 7 (Standort)    | Mietshaus                                | viergeschossiger Neurenaissancebau mit mittigem Polygonalerker, verputzter unterer und ziegelsichtiger oberer Fassade, von Max Deißböck, 1884/85, Fassade vereinfacht | D-1-62-000-6888 | Mietshaus      |
| Thierschstraße 8 (Standort)    | Mietshaus                                | viergeschossiger, reich stuckierter Neurenaissancebau mit Seitenrisaliten, von Karl Schmidt, um 1883 | D-1-62-000-6889 | Mietshaus      |
| Thierschstraße 10 (Standort)   | Mietshaus                                | viergeschossiger stuckierter Neurenaissancebau mit schmalen Seitenrisaliten, von Karl Schmidt, 1883 | D-1-62-000-6890 | Mietshaus      |
| Thierschstraße 11 (Standort)   | Geschäftshaus                            | historisierender Eckbau, 1910/11 von Eugen Hönig und Karl Söldner; zum Teil vereinfacht; baugeschichtliche Gedenktafel; Gruppe mit Liebherrstraße 5 | D-1-62-000-6891 | Geschäftshaus  |
| Thierschstraße 14 (Standort)   | Mietshaus                                | Jugendstil-Eckbau, reich gegliedert und dekoriert, bezeichnet 1907, von Ludwig Franz Spreither. | D-1-62-000-6892 | Mietshaus      |
| Thierschstraße 19 (Standort)   | Mietshaus                                | viergeschossiger Neurenaissance-Eckbau mit abgeschrägter risalitartiger Ecke und turmartig erhöhtem Eckerker, von Ludwig Deiglmayr, bezeichnet 1890 | D-1-62-000-6894 | Mietshaus      |
| Thierschstraße 20 (Standort)   | Mietshaus                                | stattlicher Eckbau in Backstein-Neurenaissance, reich gegliedert, laut Inschrift 1894 von Karl Stöhr | D-1-62-000-6895 | Mietshaus      |
| Thierschstraße 21 (Standort)   | Mietshaus                                | neubarock, reich gegliedert, 1893 von Franz Hammel | D-1-62-000-6896 | Mietshaus      |
| Thierschstraße 22 (Standort)   | Mietshaus                                | malerischer Eckbau in deutscher Renaissance, reich gegliedert, mit plastischem Dekor, bezeichnet 1900, von Ludwig Grothe | D-1-62-000-6897 | weitere Bilder |
| Thierschstraße 23 (Standort)   | Mietshaus                                | neubarocker Eckbau, mit Stuckdekor, 1893–1894 von Franz Hammel | D-1-62-000-6898 | weitere Bilder |
| Thierschstraße 25 (Standort)   | Mietshaus                                | neubarocker Eckbau, mit Kuppel, 1889 von Albin Lincke und Max Littmann; mit reichem plastischem Dekor von Anton Kaindl; bildet mit Nr. 27 und dem spiegelbildlichen Nr. 29 eine den Mariannenplatz (vergleiche dort) westlich begrenzende, monumentale Baugruppe | D-1-62-000-6899 | weitere Bilder |
| Thierschstraße 26 (Standort)   | Mietshaus                                | fünfgeschossiger lisenengegliederter Neurenaissance-Eckbau mit niedrigeren Seitenflügeln und abgeschrägter übergiebelter Ecke mit Kastenerker, von Heinrich Neumann, 1893, ab 1894 Ernst Schnetzler | D-1-62-000-6900 | weitere Bilder |
| Thierschstraße 27 (Standort)   | Mietshaus                                | risalitartig überhöhter Mittelbau einer neubarocken, monumentalen Baugruppe mit Nr. 25 und 29, mit betont prächtiger Hausteinfassade, 1889 von Albin Lincke und Max Littmann | D-1-62-000-6901 | weitere Bilder |
| Thierschstraße 29 (Standort)   | Mietshaus                                | neubarocker Eckbau, mit Kuppel, 1889 von Albin Lincke und Max Littmann; bildet mit Nr. 27 und dem spiegelbildlichen Nr. 25 eine den Mariannenplatz (vergleiche dort) westlich begrenzende, monumentale Baugruppe | D-1-62-000-6902 | weitere Bilder |
| Thierschstraße 31 (Standort)   | Mietshaus                                | stattlicher Neurenaissance-Eckbau, 1881 nach Plan des Besitzers, Architekt Sigmund Aichinger | D-1-62-000-6903 | Mietshaus      |
| Thierschstraße 32 (Standort)   | Mietshaus                                | Neurenaissance, reich gegliederte Erkerfassade, 1879–1880 von Hans Osswald und Philip Adam. | D-1-62-000-6904 | Mietshaus      |
| Thierschstraße 33 (Standort)   | Mietshaus                                | Neurenaissance, reich gegliedert, bezeichnet 1877, von Alois Dietz. | D-1-62-000-6905 | Mietshaus      |
| Thierschstraße 35 (Standort)   | Mietshaus                                | Neurenaissance, reich gegliedert, mit Erker, 1877 von Hans Osswald und Philip Adam; bildet eine stattliche Gruppe mit Nr. 37. | D-1-62-000-6906 | Mietshaus      |
| Thierschstraße 36 (Standort)   | Mietshaus                                | Neurenaissance, reich gegliedert, mit Erker und plastischem Dekor, 1879 von Hans Osswald und Philip Adam. | D-1-62-000-6907 | Mietshaus      |
| Thierschstraße 37 (Standort)   | Mietshaus                                | Neurenaissance, reich gegliedert, mit Erkern, 1877 von Hans Osswald und Philip Adam; stattliche Gruppe mit Nr. 35. | D-1-62-000-6908 | Mietshaus      |
| Thierschstraße 41 (Standort)   | Mietshaus                                | Klassische Renaissance, reich gegliedert, 1877–1878 von Albert Schmidt. Wohnsitz von Adolf Hitler in den Jahren 1920–1929 | D-1-62-000-6909 | weitere Bilder |
| Thierschstraße 46 (Standort)   | Gymnasium, sogenanntes Wilhelmsgymnasium | viergeschossiger, stattlicher, reich gegliederter Neurenaissancebau mit erhöhten Eckpavillons (der südwestliche in zweifarbigem Sandstein), von Karl Leimbach, 1875–1877, Figurenschmuck von Anton Heinrich Hess, 1902 Längstrakt aufgestockt, nach Kriegsschäden 1950–1954 vereinfacht wiederaufgebaut; Einfriedung, Balustradeneinfriedung mit Eisentor, 1881; vergleiche Maximilianstraße, Maxmonument | D-1-62-000-6910 | weitere Bilder |
| Thierschstraße 47 (Standort)   | Mietshaus                                | Neurenaissance, 1879 von Georg Bürkel; Wohnhaus des Schriftstellers Maximilian Schmidt gen. Waldschmidt, der hier 1919 starb (Gedenktafel). | D-1-62-000-6911 | Mietshaus      |
| Thierschstraße 48 (Standort)   | Bayerische Versicherungskammer           | (Westbau), Neurenaissance, 1877–1879; zum Teil vereinfacht; vergleiche Sternstraße 3 und Gewürzmühlstraße 8 | D-1-62-000-6912 | weitere Bilder |
| Thierschstraße 49 (Standort)   | Mietshaus                                | viergeschossiger, reich gegliederter Neurenaissancebau mit Mittelbalkonen und Seitenrisaliten, von Franz Rattenhuber, 1882 | D-1-62-000-6913 | Mietshaus      |
| Thierschstraße 51 (Standort)   | Mietshaus                                | viergeschossiger stuckierter Neurenaissancebau mit seitlichen Risaliten am abgeknickten nördlichen Fassadeteil, von Franz Rattenhuber, 1882 | D-1-62-000-6914 | Mietshaus      |
| Thierschstraße 53 (Standort)   | Mietshaus                                | Neurenaissance-Eckbau, Ende 19. Jahrhundert; obere Geschosse zum Teil vereinfacht. | D-1-62-000-6915 | weitere Bilder |
| Thierschstraße 55 (Standort)   | Mietshaus                                | Eckbau in reich gegliederten Neurenaissanceformen, zum Teil Rohbackstein, 1899 von Hermann Berthold. | D-1-62-000-6916 | Mietshaus      |
| Tivolistraße 1 (Standort)      | Mietshaus                                | Jugendstil-Eckbau, um 1910; Gruppe mit Widenmayerstraße 46–50; vergleiche auch Ensemble Widenmayerstraße. | D-1-62-000-6921 | Mietshaus      |
| Triftstraße 5 (Standort)       | Mietshaus                                | Neurenaissance-Eckbau, reich gegliedert, mit plastischem Dekor, 1886 von Johann Wittig. | D-1-62-000-6963 | weitere Bilder |
| Triftstraße 9 (Standort)       | Mietshaus                                | viergeschossiger stuckierter Neurenaissancebau mit turmartig erhöhtem Eckerker und Zwerchhäusern, um 1890/1900 | D-1-62-000-6964 | Mietshaus      |
| Triftstraße 11 (Standort)      | Mietshaus                                | neubarock, mit reichem Stuckdekor, bezeichnet 1896, von Andreas Eisele | D-1-62-000-6965 | Mietshaus      |
| Triftstraße 13 (Standort)      | Mietshaus                                | neubarock, mit reichem Stuckdekor, 1896–1897 von Andreas Eisele | D-1-62-000-6966 | Mietshaus      |

### U
| Lage                         | Objekt                  | Beschreibung | Akten-Nr.       | Bild                    |
| ---------------------------- | ----------------------- | --- | --------------- | ----------------------- |
| Unsöldstraße 7 (Standort)    | Mietshaus               | neubarocke Doppelerkerfassade, reich gegliedert und stuckiert, 1897 von Paul Rinke jun.                                                                                             | D-1-62-000-7121 | weitere Bilder          |
| Unsöldstraße 9/11 (Standort) | Postgebäude mit Postamt | leicht klassizisierender Walmdachbau mit terrassenförmig abgestuftem Rückflügel, 1927–1929 von Robert Vorhoelzer und Walter Schmidt, zusammen mit Josef Klier und Georg Pflugfelder | D-1-62-000-7866 | Postgebäude mit Postamt |
| Unsöldstraße 15 (Standort)   | Mietshaus               | viergeschossiger historistischer Walmdachbau mit Erker und spärlichem Stuckdekor, von Otto Dix, 1898                                                                                | D-1-62-000-7122 | Mietshaus               |
| Unsöldstraße 20 (Standort)   | Mietshaus               | neubarock, mit Eckkuppel, 1902–1903 von Hans Thaler | D-1-62-000-7123 | Mietshaus               |

### W
| Lage                                         | Objekt                              | Beschreibung | Akten-Nr.       | Bild           |
| -------------------------------------------- | ----------------------------------- | --- | --------------- | -------------- |
| Wagmüllerstraße 18 (Standort)                | Mietshaus                           | deutsche Renaissance, reich gegliedert, 1898 von Georg Guinin | D-1-62-000-7297 | Mietshaus      |
| Wagmüllerstraße 20 (Standort)                | Mietshaus                           | neubarock, reich gegliederte Fassade mit plastischem Dekor (Büsten, Masken), wohl 1897, von Emanuel von Seidl | D-1-62-000-7298 | weitere Bilder |
| Widenmayerstraße 1 (Standort)                | Mietshaus                           | stattlicher Neubarockbau, reich gegliedert, 1893–1894 von August Brüchle | D-1-62-000-7493 | weitere Bilder |
| Widenmayerstraße 2 (Standort)                | Mietshaus                           | monumentaler Neubarockbau, reich gegliedert, 1898 von August Nopper; samt Eingangsloggia im Hof und Rückgebäude; Gruppe mit Nr. 3                                                                                  | D-1-62-000-7494 | weitere Bilder |
| Widenmayerstraße 3 (Standort)                | Miets- und Geschäftshaus            | monumentaler, neubarocker Eckbau, mit reicher Gliederung, 1898–1900 von August Nopper; Gruppe mit Nr. 2 | D-1-62-000-7495 | weitere Bilder |
| Widenmayerstraße 4 (Standort)                | Mietshaus                           | stattlicher Neubarockbau, mit reicher Gliederung und Stuckdekor, 1898–1900 von Franz Hammel; symmetrisch komponierte Gruppe mit Nr. 5 und 6                                                                        | D-1-62-000-7496 | weitere Bilder |
| Widenmayerstraße 5 (Standort)                | Mietshaus                           | stattlicher Neubarockbau, mit reicher Gliederung und Stuckdekor, 1898–1900 von Franz Hammel; symmetrisch komponierte Gruppe mit Nr. 4 und 6                                                                        | D-1-62-000-7497 | weitere Bilder |
| Widenmayerstraße 6 (Standort)                | Mietshaus                           | stattlicher Neubarockbau, mit reicher Gliederung und Stuckdekor, 1898–1900 von Franz Hammel; symmetrisch komponierte Gruppe mit Nr. 4 und 5                                                                        | D-1-62-000-7498 | weitere Bilder |
| Widenmayerstraße 7 (Standort)                | Mietshaus                           | neubarocker Eckbau, reich gegliedert, 1893–1894 von Alexander Bluhm; Einheit mit Reitmorstraße 2 | D-1-62-000-7499 | weitere Bilder |
| Widenmayerstraße 8 (Standort)                | Mietshaus                           | neubarock, mit Erker und Schweifgiebel, reich gegliedert und stuckiert, bezeichnet 1899, von Josef Wölker; vergleiche Reitmorstraße 2a                                                                             | D-1-62-000-7500 | weitere Bilder |
| Widenmayerstraße 9 (Standort)                | Mietshaus                           | neuklassizistisch, mit Balkonbändern, bezeichnet 1928, lobende Erwähnung beim Fassadenpreis 2005; vergleiche Reitmorstraße 4                                                                                       | D-1-62-000-7501 | weitere Bilder |
| Widenmayerstraße 10 (Standort)               | Mietshaus                           | neubarock, mit Erker, reich gegliedert und stuckiert, 1902 von August Nopper; vergleiche Rückgebäude Reitmorstraße 6                                                                                               | D-1-62-000-7502 | weitere Bilder |
| Widenmayerstraße 12 (Standort)               | Mietshaus                           | neubarock, mit drei Erkern und Putzgliederung, 1905–1906 von Josef Wölker | D-1-62-000-7503 | weitere Bilder |
| Widenmayerstraße 16 (Standort)               | Thuringia-Versicherung              | barockisierendes Eckhaus, 1910–1911 von Georg Meister und Oswald E. Bieber | D-1-62-000-7504 | weitere Bilder |
| Widenmayerstraße 18 (Standort)               | Hanfstaengl-Verlag                  | neuklassizistisch, mit Säuleneingang, 1925–1926 von John Herbert Rosenthal | D-1-62-000-7505 | weitere Bilder |
| Widenmayerstraße 23 (Standort)               | Mietshaus                           | neubarock, reich gegliedert und stuckiert, bezeichnet 1908–1909, von Georg Meister | D-1-62-000-7506 | weitere Bilder |
| Widenmayerstraße 25/25a (Standort)           | Doppelhaus (Emanuel-von-Seidl-Haus) | klassizistischer Jugendstil, bezeichnet 1911, von Emanuel von Seidl | D-1-62-000-7507 | weitere Bilder |
| Widenmayerstraße 27 (Standort)               | Mietshaus                           | historisierend, mit Anklängen an den barockisierenden Jugendstil, 1922–1923 von B. Bichler und John Herbert Rosenthal                                                                                              | D-1-62-000-7508 | weitere Bilder |
| Widenmayerstraße 28 (Standort)               | Mietshaus                           | klassizistischer Jugendstil, reich gegliedert, 1911–1912 von Gustav von Cube | D-1-62-000-7509 | weitere Bilder |
| Widenmayerstraße 29 (Standort)               | Mietshaus                           | monumentaler, neuklassizistischer Eckbau, reich gegliedert, um 1912 von Franz Deininger; Dach verändert; symmetrisches Gegenstück zu Nr. 31                                                                        | D-1-62-000-7510 | weitere Bilder |
| Widenmayerstraße 31 (Standort)               | Mietshaus                           | monumentaler, neuklassizistischer Eckbau, reich gegliedert, um 1912 von Franz Deininger; symmetrisches Gegenstück zu Nr. 29                                                                                        | D-1-62-000-7511 | weitere Bilder |
| Widenmayerstraße 32 (Standort)               | Mietshaus                           | Jugendstil, reich gegliedert und stuckiert, um 1912 von Ludwig Grothe; Bauplastik von Joseph Köpf. | D-1-62-000-7512 | weitere Bilder |
| Widenmayerstraße 34 (Standort)               | Mietshaus                           | Jugendstil, reich gegliedert und stuckiert, 1911 von Ludwig Grothe; Bauplastik von Joseph Köpf. | D-1-62-000-7513 | weitere Bilder |
| Widenmayerstraße 36 (Standort)               | Mietshaus                           | Jugendstil-Eckbau, 1910–1911 von Ludwig Grothe. | D-1-62-000-7514 | weitere Bilder |
| Widenmayerstraße 37 (Standort)               | Mietshaus                           | Jugendstil, 1911 von Franz Popp; zum Teil vereinfacht. | D-1-62-000-7515 | weitere Bilder |
| Widenmayerstraße 38 (Standort)               | Mietshaus                           | klassizistischer Jugendstil, reich gegliedert, mit ionischen Kolossalpilastern und Flacherkern, bezeichnet 1914, von Otho Orlando Kurz und Eduard Herbert                                                          | D-1-62-000-7516 | weitere Bilder |
| Widenmayerstraße 41 (Standort)               | Mietshaus                           | Seitenfassade an der Paradiesstraße Jugendstil, 1912 von Franz Popp; Ostfassade modern. | D-1-62-000-7517 | weitere Bilder |
| Widenmayerstraße 42 (Standort)               | Mietshaus                           | Jugendstil-Eckbau, um 1910 von Heinrich Stengel und Paul Hofer; Gruppe mit Nr. 43, 44 und 45. | D-1-62-000-7518 | weitere Bilder |
| Widenmayerstraße 43 (Standort)               | Mietshaus                           | Jugendstil, um 1910 von Heinrich Stengel und Paul Hofer; Gruppe mit Nr. 42, 44 und 45. | D-1-62-000-7519 | weitere Bilder |
| Widenmayerstraße 44 (Standort)               | Mietshaus                           | Jugendstil, um 1910 von Heinrich Stengel und Paul Hofer; zum Teil vereinfacht; Gruppe mit Nr. 42, 43 und 45. | D-1-62-000-7520 | weitere Bilder |
| Widenmayerstraße 45 (Standort)               | Mietshaus                           | Jugendstil-Eckbau, reich gegliedert und dekoriert, um 1910; Gruppe mit Nr. 42, 43 und 44. | D-1-62-000-7521 | weitere Bilder |
| Widenmayerstraße 46 (Standort)               | Mietshaus                           | späte Jugendstilformen, 1911–1912 von Otto Prollius; zur Baugruppe Nr. 46a-51 gehörig; Seitenflügel an der Karolinenstraße                                                                                         | D-1-62-000-7522 | weitere Bilder |
| Widenmayerstraße 46a (Standort)              | Mietshaus                           | Erkerfront mit Jugendstil-Anklängen, um 1911–1912 von Otto Prollius; bildet als Pendant zu Nr. 51 den vorspringenden Eckflügel einer einheitlichen Baugruppe, die noch die Nrn. 46, 47, 48, 49, 50 und 51 umfasst. | D-1-62-000-7523 | weitere Bilder |
| Widenmayerstraße 47 (Standort)               | Mietshaus                           | Jugendstil, um 1911–1912 von Otto Prollius; rückwärtige Teile am Eisbach; Teil einer einheitlichen Baugruppe mit Nr. 46, 46a, 48, 49, 50 und 51.                                                                   | D-1-62-000-7524 | weitere Bilder |
| Widenmayerstraße 48 (Standort)               | Mietshaus                           | Jugendstil, um 1911–1912 von Otto Prollius; Rückfassade am Eisbach; Teil einer einheitlichen Baugruppe mit Nr. 46, 46a, 47, 49, 50 und 51.                                                                         | D-1-62-000-7525 | weitere Bilder |
| Widenmayerstraße 49 (Standort)               | Mietshaus                           | Jugendstil, um 1911–1912 von Otto Prollius; Rückfassade am Eisbach; Teil einer einheitlichen Baugruppe mit Nr. 46, 46a, 47, 48, 50 und 51.                                                                         | D-1-62-000-7526 | weitere Bilder |
| Widenmayerstraße 50 (Standort)               | Mietshaus                           | Jugendstil, um 1911–1912 von Otto Prollius; Rückfassade am Eisbach; Teil einer einheitlichen Baugruppe mit Nr. 46, 46a, 47, 48, 49 und 51.                                                                         | D-1-62-000-7527 | weitere Bilder |
| Widenmayerstraße 51 (Standort)               | Mietshaus                           | Jugendstil, um 1911–1912 von Otto Prollius; Rückfassade am Eisbach; als Pendant zu Nr. 46a nördlicher, vorspringender Eckflügel der einheitlichen Baugruppe Nr. 46, 46a, 47, 48, 49 und 50.                        | D-1-62-000-7528 | weitere Bilder |
| Widenmayerstraße 52 (Standort)               | Mietshaus                           | Eckbau in deutscher Renaissance, mit reich dekorierten Erkern, 1899 von Wilhelm Spannagel. | D-1-62-000-7529 | weitere Bilder |
| Widenmayerstraße gegenüber Nr. 16 (Standort) | Christophorus-Figur                 | aus Stein am Isarkai, 1909 von Bernhard Bleeker | D-1-62-000-7530 | weitere Bilder |

### Z
| Lage                            | Objekt    | Beschreibung                                                   | Akten-Nr.       | Bild      |
| ------------------------------- | --------- | -------------------------------------------------------------- | --------------- | --------- |
| Zweibrückenstraße 1 (Standort)  | Mietshaus | spätklassizistischer Eckbau, reich gegliedert, um 1870         | D-1-62-000-7787 | Mietshaus |
| Zweibrückenstraße 15 (Standort) | Mietshaus | Neurenaissance, 1875–1876 von Hanno Bürkel; Gruppe mit Nr. 17. | D-1-62-000-7790 | Mietshaus |
| Zweibrückenstraße 17 (Standort) | Mietshaus | Neurenaissance, 1875–1876; Gruppe mit Nr. 15.                  | D-1-62-000-7791 | Mietshaus |
| Zweibrückenstraße 19 (Standort) | Mietshaus | repräsentativer Neubarockbau, 1892–1893 von Emanuel von Seidl  | D-1-62-000-7792 | Mietshaus |

## Ehemalige Baudenkmäler
In diesem Abschnitt sind Objekte aufgeführt, die früher einmal in der Denkmalliste eingetragen waren, jetzt aber nicht mehr. Objekte, die in anderem Zusammenhang – also z. B. als Teil eines Baudenkmals – weiter eingetragen sind, sollen hier nicht aufgeführt werden. Aktennummern in diesem Abschnitt sind ehemalige, jetzt nicht mehr gültige Aktennummern.

| Lage                         | Objekt                           | Beschreibung | Akten-Nr.       | Bild      |
| ---------------------------- | -------------------------------- | --- | --------------- | --------- |
| Mannhardtstraße 5 (Standort) | Mietshaus                        | Neurenaissance, mit Erker, um 1900; 2011 aus der Denkmalliste gestrichen nach Zerstörung der Innenausstattung | D-1-62-000-4204 | Mietshaus |
| Seitzstraße 6 (Standort)     | Westflügel des Klosters St. Anna | Westflügel des Franziskanerklosters St. Anna (vergleiche St-Anna-Straße 19/21), historisierend mit barockisierendem Portal, 1909 bis 1911 von Franz Deininger 2006 aus der Denkmalliste gestrichen nach der Reduzierung des historischen Bestandes durch Umbauten | D-1-63-000-6466 | BW        |